# Cathédrale Saint-Nicolas de Fribourg
Ne doit pas être confondu avec Cathédrale Notre-Dame de Fribourg.
La cathédrale Saint-Nicolas de Fribourg, de style gothique rayonnant, domine le centre de la ville médiévale de Fribourg en Suisse. Elle est construite sur un éperon rocheux surplombant de 50 mètres la rivière Sarine. Dédiée à saint Nicolas, elle est depuis 1924 le siège du diocèse de Lausanne, Genève et Fribourg.

## Histoire

### Fondation
La première église Saint-Nicolas est liée à la fondation de la ville de Fribourg. En l'absence de charte de fondation, les recherches historiques ont permis de retenir la date de 1157, lorsque le duc Berthold IV de Zähringen (ca 1125 – 1186), de passage dans la région, fonda une cité sur une terrasse surplombant la Sarine. L'église paroissiale aurait été fondée dans la foulée, sur un terrain qui n'accueillait alors aucun autre édifice religieux - rien n'étayant la fondation antérieure de l'actuelle basilique Notre-Dame.
Le 6 juin 1182, l'évêque de Lausanne, Roger de Vico Pisano (1178 – 1212), consacra l'église, qui était certainement encore en construction. Cette dédicace est rappelée liturgiquement le 26 août dans le calendrier diocésain. Contrairement à d'autres fondations semblables, l'église acquit rapidement – malgré une dispute entre le fondateur et le prieuré clunisien de Payerne au sujet du terrain – une certaine autonomie au plan canonique : elle ne dépendit jamais d'une des paroisses alentour (en particulier de la paroisse de Villars-sur-Glâne) et constitua un doyenné mentionné dès 1228 dans le cartulaire de Lausanne. On ne sait quasiment rien de l'édifice original,,.

### Dédicace

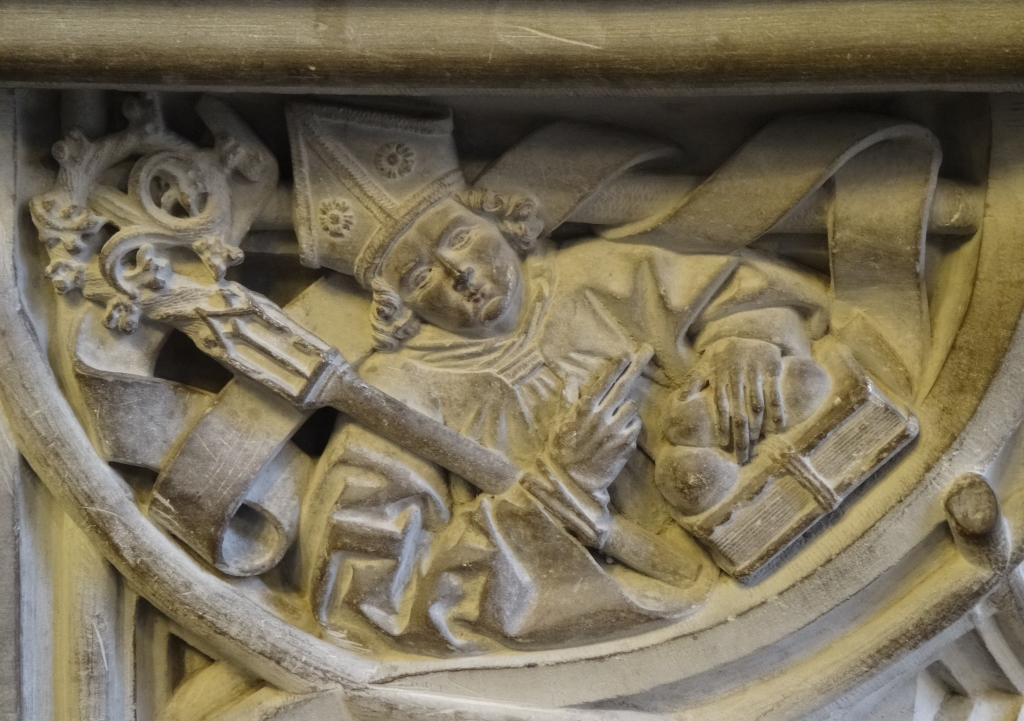
Saint Nicolas de Myre sur les fonts baptismaux.

La lettre écrite par le duc Berthold IV de Zaehringen au prieuré de Payerne en 1177 au sujet du litige cité précédemment mentionne la fondation d'une église ayant saint Nicolas pour patron. Plusieurs hypothèses ont été émises pour justifier ce choix. Deux d'entre elles semblent moins vraisemblables : l'une propose que ce culte a été introduit à Fribourg parce que saint Nicolas est le patron des marchands et des bateliers – mais la Sarine ne servit au transport fluvial qu'ultérieurement – et l'autre que c'est la dynastie zähringienne qui l'a choisi en raison de ses liens avec un monastère souabe qui aurait favorisé l'introduction de ce culte en Allemagne – mais les liens entre la dynastie et le culte du saint ne semblent s'être croisés que plus tard.
Reste la dernière hypothèse, qui voit un lien avec les chanoines augustins établis au col du Grand-Saint-Bernard par saint Bernard de Menthon au XIe siècle. C'est à cette époque que le culte de saint Nicolas connut une importante diffusion sur les voies de communication du plateau suisse, d'autant que les chanoines y disposaient de plusieurs maisons, dont certaines dédiées à saint Nicolas comme Sévaz et Semsales. Un prieuré est d'ailleurs aussi attesté à Fribourg dès 1228.

### Église paroissiale
L'église Saint-Nicolas occupait une place de choix au cœur de la nouvelle ville et constituera longtemps son seul sanctuaire paroissial, malgré l'établissement en ville de plusieurs ordres religieux au cours du XIIIe siècle (franciscains, ermites de St-Augustin, hospitaliers de St-Jean) ou à proximité immédiate (cisterciennes de la Maigrauge), puisque ce n'est qu'en 1511 qu'une seconde paroisse sera érigée dans l'église de la commanderie des hospitaliers de St-Jean, au bord de la Sarine. À l'extinction de la dynastie des Zaehringen, en 1218, celle des comtes de Kibourg reprit la suzeraineté sur la ville et donc sur l'église Saint-Nicolas. En 1249, un document confirmant les franchises de la ville, la Handfeste, laissait aux bourgeois le droit d'élire leur curé et d'être enterrés en ville dans le cimetière entourant l'église.
La situation changea en 1277, lorsque la dynastie des Habsbourg reprit la suzeraineté et les droits accordés. Il fallut une trentaine d'années pour les retrouver, à la faveur d'une crise dynastique, et la ville de Fribourg fut la première à pouvoir exercer en Suisse le droit de collature de l'église paroissiale. Entre-temps avaient commencé les travaux de la nouvelle église Saint-Nicolas : on s'accorde sur la date de 1283 pour situer la première phase du chantier de l'édifice gothique. Fait remarquable à cette époque et signe d'une certaine autonomie de la ville, elle contrôlait alors et la paroisse – en élisant son curé – et la fabrique – qui recevait les dons des fidèles et pourvoyait à la construction du sanctuaire.
Des fondations d'autels assurèrent dès le XIIe siècle les prébendes pour l'entretien des prêtres : en 1382, on comptait sept vicaires, puis douze prêtres en 1417 et près de dix-huit en 1464, avec le même nombre d'autels, appartenant à des corporations et à des familles. L'église fut pourvue d'orgues (1426-1428), de vitraux (1423 puis 1461-1462 pour la rosace) et de stalles pour le clergé (1462-1465). Il est probable que la paroisse ait aussi donné naissance à une école donnant un enseignement religieux aux laïcs,,.

### Église collégiale
À la fin du XVe siècle, plusieurs clercs de Saint-Nicolas cumulaient des charges à Fribourg et dans d'autres villes tandis que des paroisses de la région étaient incorporées à celle de Saint-Nicolas, de sorte que l'église paroissiale fonctionnait déjà de facto comme une église collégiale. Ce statut, acquis par de nombreuses villes impériales à la fin du Moyen Âge, fut conféré à l'église St-Vincent de Berne en 1484, ce qui encouragea les autorités fribourgeoises à entreprendre des démarches auprès du pape. En 1512, l'avoyer Peter Falk obtint le privilège de Jules II, confirmé par son successeur Léon X.
Le chapitre collégial de Saint-Nicolas fut ainsi constitué : il comptait trois dignitaires – un prévôt élu par le Conseil des Deux-Cents et investi par le pape, un doyen et un chantre – et douze chanoines. L'indépendance vis-à-vis de l'évêque de Lausanne était manifeste. Elle sera renforcée par la Réforme : même si Fribourg demeurait catholique, elle aida les Bernois à prendre en pays de Vaud les possessions de l'évêque – en se servant aussi au passage – et exerça à son égard une collaboration toute relative. Dans la seconde moitié du XVIe siècle, la Contre-Réforme s'appuya largement sur la collégiale Saint-Nicolas et son clergé, désormais l'une des principales institutions ecclésiastiques du diocèse de Lausanne : on entreprit une réforme du clergé, on renforça la vie spirituelle et on accueillit les jésuites pour favoriser la création du collège Saint-Michel.
L'évêque de Lausanne, en exil depuis 1536, finit par être admis à résider à Fribourg en 1601 mais en renonçant à toute prétention temporelle et sans disposer d'un véritable chapitre cathédral, le chapitre collégial de Saint-Nicolas assurant cette dernière prérogative dans les faits, bien que ne disposant pas du statut juridique. La situation perdura jusqu'à l'invasion par les troupes révolutionnaires françaises et la fondation de la République helvétique en 1798. Deux ans plus tard, canton et ville de Fribourg furent séparés : le premier conserva le bâtiment – ce qui est toujours le cas – et la seconde, son droit d'élection du curé. Les prérogatives de la ville furent supprimées en 1894 et le curé fut désormais élu par les bourgeois catholiques. En 1920, le conseil de paroisse prit le relais de la ville pour la gestion administrative et financière. De 1817 à 1915, plusieurs tentatives du chapitre, du canton et de l'évêque furent entreprises pour régler la situation canonique problématique de l'évêque, qui était ordinaire de Lausanne et Genève depuis 1821, mais sans succès,.

### Église cathédrale
Ce n'est qu'en 1924 que la collégiale devint cathédrale du diocèse nouvellement nommé de Lausanne, Genève et Fribourg. Le chapitre collégial devint simultanément chapitre cathédral, remplaçant l'ancien chapitre du diocèse de Lausanne, éteint après la fuite de ses membres à Evian lors de la Réforme. La même année, le droit d'élection du curé fut confié aux électeurs catholiques de la ville – privilège abandonné en 1972, à la suite du concile de Vatican II – et le chapitre dut céder ses droits sur les paroisses qui lui étaient encore incorporées.
À travers ces changements, l'église Saint-Nicolas était restée le siège de la paroisse éponyme, mais son territoire avait changé en raison de la création de nouvelles paroisses. Le quartier des Planches, avec l'érection de la paroisse St-Jean, avait été détaché de la paroisse de Tavel en 1511 et la rue des Forgerons, de celle de Guin en 1570. Le mouvement fut relancé en 1872 avec la création des rectorats de St-Maurice, dans le quartier de l'Auge, et de St-Pierre, dans le quartier des Places – rectorats qui deviendront paroisses en 1924 – puis l'érection de la paroisse du Christ-Roi, dans le quartier de Pérolles, en 1943, et de celle de Sainte-Thérèse, en 1960. La cathédrale Saint-Nicolas constitue aujourd'hui le siège de l'évêque de Lausanne, Genève et Fribourg, de son chapitre cathédral et de la paroisse Saint-Nicolas/Saint-Paul,,,.

## Architecture

### Construction

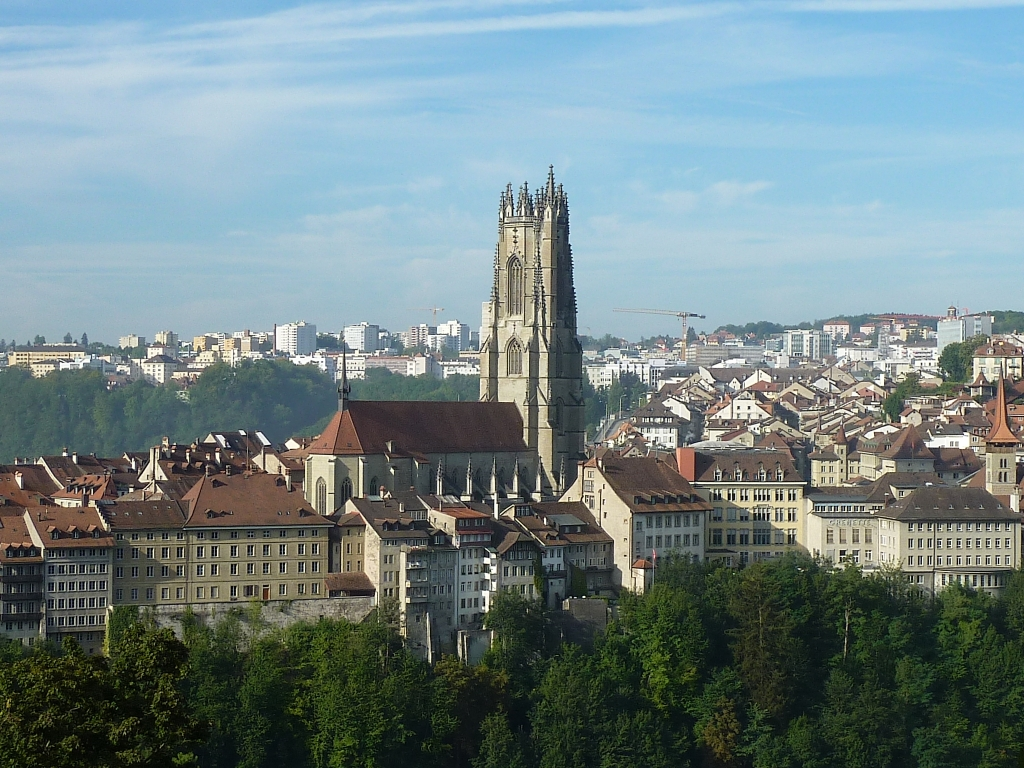
Vue depuis le Schönberg.

Les travaux de la nouvelle église de Saint-Nicolas, qui succéda au premier sanctuaire roman bâti peu après la fondation de la ville et empiéta sur un quartier de maison, débutèrent selon toute vraisemblance en 1283 et dureront jusqu'à la fin du XVe siècle. L'édifice comporte trois nefs, sans transept ; il a été principalement construit en molasse gris-vert, bien que d'autres matériaux aient été utilisés par la suite, notamment pour des restaurations.
Les dernières études proposent la chronologie suivante : entre 1283 et 1300, murs du chœur à chevet plat et bas des deux dernières travées des bas-côtés ; entre 1300 et 1320, voûtes du chœur, ancienne tour du chœur et murs des deux dernières travées ; entre 1310 et 1340, parois des travées de la nef (sauf une travée au nord) ; entre 1340 et 1350, paroi de la travée restante au nord, mise sous toit de la nef, portail sud ; entre 1370 et 1430, première travée, premier étage et début du deuxième étage de la tour d'entrée, charpente et voûtes de la nef, portail de la tour d'entrée ; entre 1470 et 1490, fin du deuxième étage, troisième et quatrième étages de la tour d'entrée. Entre temps, on avait élevé la chapelle dite du Saint-Sépulcre et démonté la tour du chœur délabrée ; on avait sans doute également démonté au fur et à mesure de l'avancement des travaux l'ancienne église romane.
Les dimensions imposantes du corps de l'édifice (élévation à trois étages du chœur et de la nef) et de la tour (la plus haute de la Confédération d'alors et l'une des plus hautes en Europe) ainsi que les éléments retenus sur le modèle de la cathédrale de Lausanne (triforium, deux tours) démontrent la volonté d'édifier une église rayonnant au-delà de ce que son caractère paroissial suggère a priori,,.

### Tour

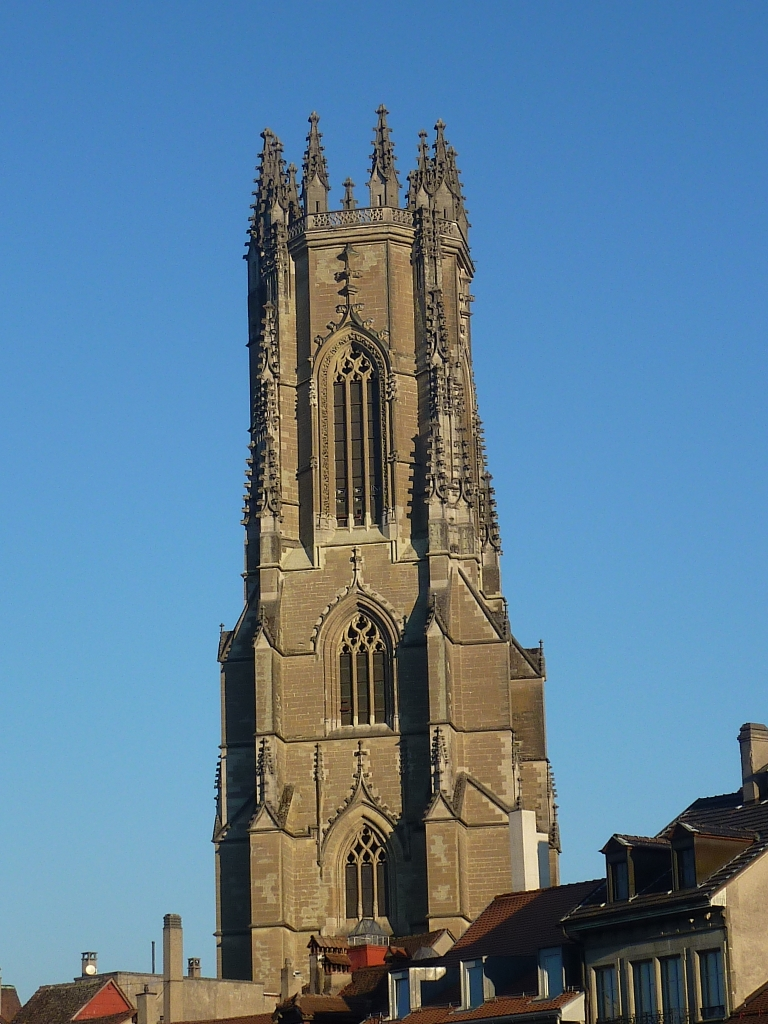
Vue de la tour.

La construction de la tour d'entrée commence vers 1370. En 1430, les deux premiers étages sont achevés, ce qui permet l'élévation des voûtes de la nef. Après une interruption, les travaux reprennent en 1470 avec l'architecte Georges du Gerdil, pour s'achever en 1490 avec les deux derniers étages – mais sans flèche – pour une hauteur de 74 mètres. L'élévation de la tour est inspirée de celle de Fribourg-en-Brisgau – même si on a ajouté un porche au-dessus du portail – mais d'autres influences (Strasbourg et Prague, par exemple) sont discernables.
Le rez-de-chaussée dispose à l'intérieur d'un narthex à arcatures aveugles et à l'extérieur d'un portail aménagé dès 1380 et dont la statuaire a été complétée sur près d'un siècle. La chapelle dite du Saint-Sépulcre, située sur le côté de la tour, a été édifiée dans la première moitié du XVe siècle. Le deuxième étage comporte un porche sur l'extérieur ainsi qu'une grande rosace et une chapelle St-Michel (actuellement salle du trésor), autrefois visibles depuis la nef (avant l'aménagement de l'orgue baroque puis de l'orgue romantique). Du troisième au quatrième étages (première et deuxième chambre des cloches), on passe subtilement du plan carré au plan octogonal. L'originalité de la tour tient au fait qu'elle est dépourvue de flèche mais les avis divergent au sujet des raisons de cette absence,.

### Chœur
Le chœur érigé entre la fin du XIIIe et le début du XIVe siècle comportait un chevet plat (comme à Romont et Moudon) et sa première travée était surmontée d'une tour carrée (comme à Estavayer-le-Lac, Payerne et Romont) à laquelle on accédait par l'escalier à vis encore visible à l'extérieur, au nord-est. Cette dernière a été démontée dans la seconde moitié du XIVe siècle en raison de son état de délabrement. Il semble toutefois que ces travaux n'aient pas suffi car, au début du XVIIe siècle, des fissures étaient apparues dans les voûtes du chœur.
Entre 1627 et 1630 (cette dernière date est visible au-dessus de la fenêtre centrale du chœur), les autorités, après avoir hésité à consolider les murs, choisirent de reconstruire le chœur conformément à l'expertise de l'ingénieur Jean Cotonnet, de Besançon, recommandé par l'évêque Jean de Watteville, et selon un projet livré par Daniel Heintz le Jeune, maître architecte de la collégiale de Berne. En dépit de sa date de construction tardive, le nouveau chœur de Fribourg présente des formes encore empruntées à l'architecture gothique (abside polygonale, fenêtres à remplages, voûte nervurée) pour souligner l'ancrage de l'église de Fribourg dans la tradition médiévale, non entachée de la Réforme. L'intégration des nouveaux murs aux anciens, assez peu satisfaisante au demeurant, laisse apparaître deux nouvelles travées et une abside à trois pans d'octogone surmontée d'une flèche, mais sans décor extérieur. L'intérieur est sobre lui aussi, hormis la spectaculaire voûte réticulée à nervures, due au talent du maître maçon et architecte Peter Winter, originaire de Prismell dans la Valsesia. Les clefs de voûte centrales présentent les armoiries de l'État de Fribourg, la Vierge Marie, saint Nicolas, sainte Catherine, sainte Barbe et saint Charles Borromée ; les autres clefs de voûte comportent des blasons en stuc attribuables au peintre, sculpteur et architecte Joseph Plepp, qui illustrent les armoiries des trente-deux membres du gouvernement patricien de l'époque.

### Chapelles latérales
Lors de la construction initiale, les murs latéraux de la nef n'étaient pas alignés sur le front des contreforts mais sur les piliers à l'intérieur de l'édifice, de sorte qu'il n'existait aucun espace pour des chapelles latérales – hormis pour celle du Saint-Sépulcre, coincée sur le côté sud de la tour. Cependant, comme dans d'autres églises, la générosité de l'État, de familles ou de confréries permit l'édification de huit chapelles latérales entre 1515 et 1759. Leur construction a toujours tâché de respecter au mieux le caractère gothique de l'église Saint-Nicolas. La première chapelle a été aménagée par l'avoyer Peter Falk dès 1515 sur le côté sud de la cinquième travée (aujourd'hui autel du Sacré-Cœur). La deuxième, aux frais de l'État et en l'honneur de la Vierge Marie, se situe du même côté, dans la travée précédente, depuis 1663. Les six autres chapelles ont été édifiées au milieu du XVIIIe siècle.

### Chapelle du Saint-Sépulcre

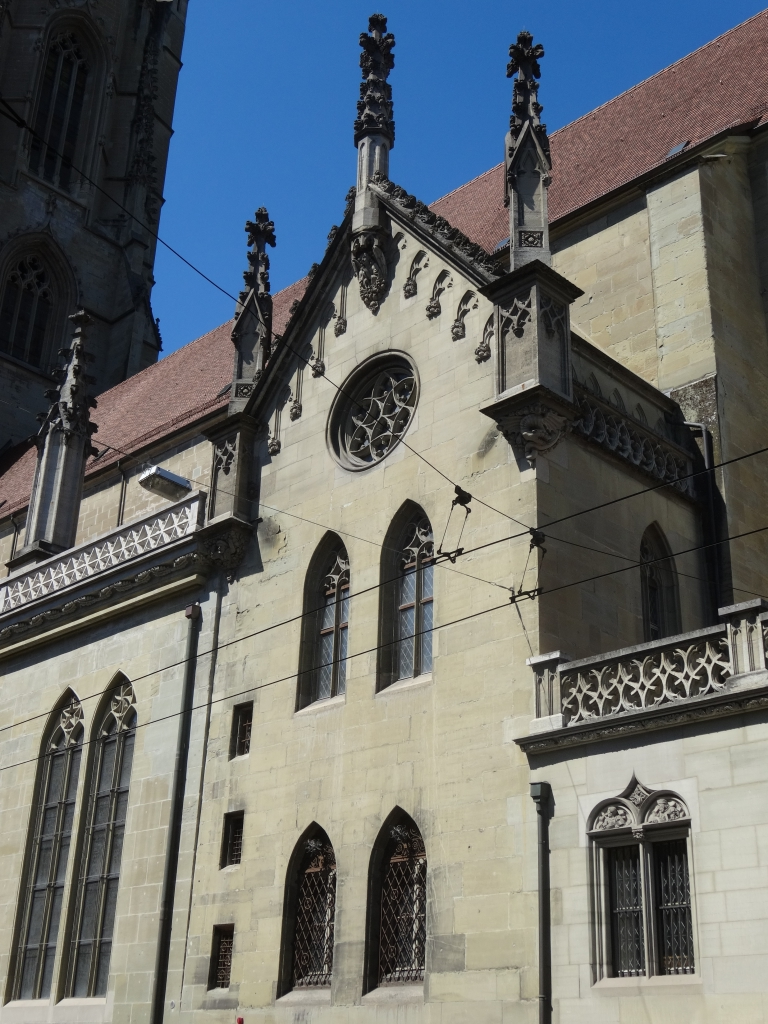
Sacristie.

La chapelle Mossu, ou chapelle du Saint-Sépulcre et de saint Laurent, a sans doute été intégrée entre les contreforts sud de la tour d'entrée de l'église Saint-Nicolas vers 1430 puis mise sous toit en 1457, à l'instigation de Jean Mossu, bourgeois de Fribourg et recteur de la fabrique de Saint-Nicolas. De plan irrégulier, elle est éclairée par deux fenêtres : la plus grande comporte un magnifique remplage à mouchette qui manifeste l'influence d'une famille d'architectes de renom, les Parler, qui ont œuvré en de nombreuses églises du Saint-Empire et notamment en la cathédrale Saint-Guy de Prague. La chapelle est liée au patronage de saint Laurent, dont la statue figure au-dessus de l'autel. Elle abrite depuis le milieu du XVe siècle un groupe de statues représentant la mise au tombeau du Christ. L'aménagement intérieur a évolué : des fissures constatées dans les murs de la tour eurent pour conséquence sa division en deux étages en 1646 ; ce n'est qu'en 1942 qu'on supprima la voûte et l'étage baroque, remit en place la mise au tombeau et installa l'autel dans la travée sud-est,,.

### Sacristies
La première sacristie, au sud de la première travée du chœur a été reconstruite en 1632 sur deux étages reliés par un escalier à vis ; la seconde daterait de 1674. Leur façade a été transformée dans le style néogothique au milieu du XIXe siècle. Les deux pièces sont voûtées. L'accès au chœur s'effectuait initialement à travers les stalles (condamné au milieu du XVIe siècle) et l'accès à la nef, par une porte située à l'emplacement de l'actuel autel du Sacré-Cœur (condamné dans la deuxième moitié du XIXe siècle). Actuellement, l'unique accès s'effectue par le chœur,,.

## Autels

### Maître-autel
On sait peu de chose du premier maître-autel, situé dans le chœur, si ce n'est qu'il était consacré à saint Nicolas et qu'on y célébrait chaque jour la messe de prime, selon la liste d'autels de 1552. Le premier maître-autel documenté, de la fin de la Renaissance, a été réalisé entre 1584 et 1585 par les frères Dargent de Besançon ; le projet est conservé dans les archives du chapitre et on sait que le panneau central représentait saint Nicolas. Il a été remplacé en 1740 par un grand maître-autel rococo de Joseph Anton Feuchtmayer montant jusque vers le milieu de la verrière centrale et comportant une grande statue de l'Immaculée Conception et, sur les côtés, deux autres grandes statues.
Au XIXe siècle, ce second maître-autel n'étant plus au goût du jour fut remplacé en 1876 par une œuvre néogothique de la maison Müller de Wil : dans l'axe vertical figure un gisant du Christ (table d'autel), le tabernacle et la niche abritant la croix ou le Saint-Sacrement lorsqu'il est exposé ; dans l'axe horizontal, l'Annonciation et le mariage de la Vierge Marie surmontées des statues des saintes Barbe et Catherine ; le couronnement de la Vierge Marie par la Sainte-Trinité, au-dessus de la partie centrale, a été supprimée en 1926 pour faire place aux vitraux de Józef Mehoffer,,,,.

### Autels latéraux

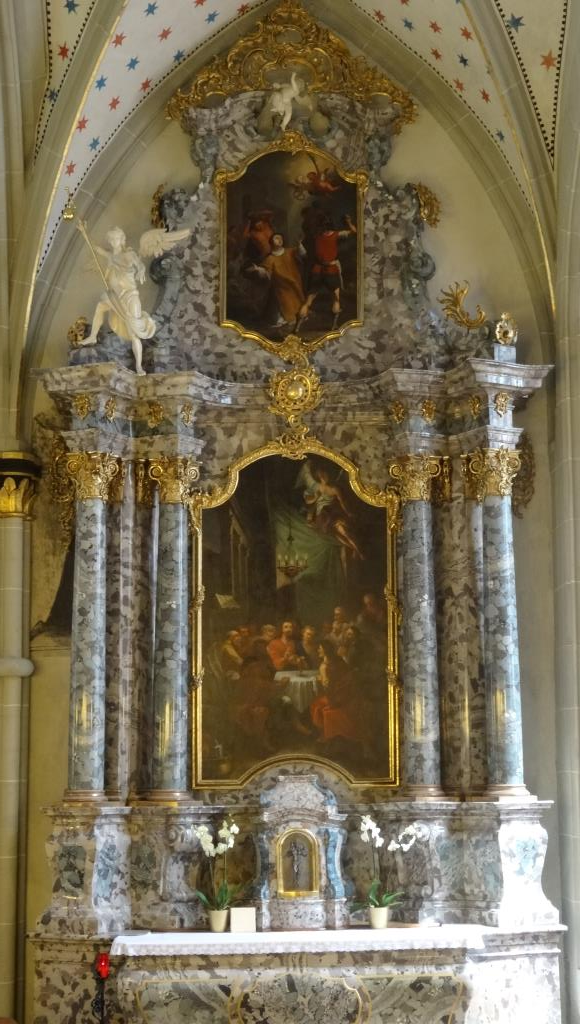
Autel latéral du Saint-Sacrement.

Des autels latéraux ont été érigés dans l'église Saint-Nicolas dès la première moitié du XIVe siècle, dont l'état est connu grâce à des listes établies lors des visites épiscopales ou pour en établir la collature : on en compte en tout près de dix-sept en 1453, dix-huit en 1552, puis vingt-et-un en 1599, en 1687 et au milieu du siècle suivant. Ils étaient placés dans les chapelles latérales édifiées entre le XVIe et le XVIIIe siècle ou accolés aux piliers de la nef (hormis celui de la chapelle du Saint-Sépulcre).
On procéda à une réorganisation au milieu du XVIIIe siècle, précédée par la reconstruction du maître-autel : les autels latéraux situés contre les piliers furent supprimés et on entreprit la construction de nouveaux autels dans les chapelles latérales, pour aboutir à treize autels en tout (le maître-autel, l'autel de saint Martin devant les grilles, celui de saint Laurent dans la chapelle du Saint-Sépulcre et dix autels latéraux dans la nef). Il en reste douze, après la suppression de celui de saint Martin :
- Autel de la Vierge puis de la Nativité (sommet de l'allée latérale de gauche), par Johann-Jakob et Franz-Joseph Moosbrugger (1751-1754), lié aux charpentiers. Adoration des bergers et Apparition de la Trinité à saint François de Paule de Joseph Sauter (1753).

- Autel de saint Jean l'Évangéliste puis de sainte Barbe (première chapelle), des frères Moosbrugger (1751-1754). Tableau représentant la sainte en compagnie de l'évangéliste saint Matthieu et cartouche représentant saint Marguerite d'Antioche de Joseph Sauteur (1752).

- Autel de saint Étienne puis de saint Josse (deuxième chapelle), des frères Moosbrugger (1751-1754). Tableau représentant le saint et, à l'attique, Saint Jérôme méditant de Joseph Sauteur.

- Autel des Rois Mages (troisième chapelle), du cordelier Anton Pfister (1750). Adoration des Mages de Paul Deschwanden (1868) et, à l'attique, trigramme du Christ. Le caveau funéraire de la famille de Diesbach se trouve au-dessous de la chapelle (accès par la rue des Chanoines).

- Autel des saints André et Claude puis de saint Sébastien (quatrième chapelle), des frères Moosbrugger (1751-1754), lié aux tireurs. Tableau représentant saint Sébastien avec les saints Antoine l'Ermite et André et, à l'attique, un saint évêque, de Joseph Sauteur (1752).

- Autel de saint Jacques puis de la Sainte-Croix, actuellement du Saint-Sacrement (sommet de l'allée latérale de droite), des frères Moosbrugger (1751-1754), lié aux cordonniers. Sainte Cène et Lapidation de saint Étienne de Joseph Sauteur (1753).

- Autel de l'Agonie de Jésus au Mont des Oliviers puis du Sacré-Cœur (première chapelle), datant de 1875. Sacré-Cœur de Jésus de Paul Deschwanden (1873).

- Autel du Saint-Sépulcre puis de Notre-Dame-des-Victoires ou de Notre-Dame-de-Divine-Protection (deuxième chapelle), de Jean-François Doret (1789), sous le patronage de l'État. Tableau représentant l'action de grâce des magistrats de Fribourg après la première bataille de Villmergen en 1656, de Simon Göser (1788).

- Autel de saint Michel puis de sainte Anne (troisième chapelle), du cordelier Anton Pfister (1751). Sainte Anne avec la Vierge Marie de Paul Deschwanden (1845) et, à l'attique, Saint Georges terrassant le dragon de Melchior Eggmann (1751).

- Autel de saint Antoine ou de saint Sylvestre (quatrième chapelle), des frères Moosbrugger (1751-1754). Baptême de Constantin par le pape Sylvestre et, à l'attique, Saint Joseph à l'Enfant de Joseph Sauteur (1752).

Aux colonnes du collatéral de droite étaient accolés, jusqu'à la réorganisation du XVIIIe siècle, les autels de saint Georges (à côté de l'autel de Notre-Dame-des-Victoires), de saint Sylvestre, lié aux  merciers (à côté de l'autel de sainte Anne), des saints Hilaire et Alexis puis de saint Éloi, lié aux maréchaux (à côté de la porte sud) et de saint Antoine, lié aux bouchers (à côté de l'autel de saint Antoine) ; aux colonnes du collatéral de gauche, les autels de saint Pierre, lié aux tisserands (à côté de l'autel de saint Josse), de saint Josse, lié aux charpentiers (à côté de l'autel des Rois Mages), de la Sainte-Trinité ou du Saint-Esprit (à côté de la porte nord) et de l'Immaculée Conception ou de sainte Barbe (à côté de l'autel de saint Sébastien),,.

## Sculpture

### Portail sud
Le portail sud ou portail du dimanche, dont la restauration s'est terminée en 2016, a longtemps constitué l'accès principal de l'église Saint-Nicolas. Sa construction a sans doute été entreprise vers 1340, à l'achèvement des travées de la nef, puisqu'une source le mentionne dès 1343 ; le costume et le style des statues corroborent cette hypothèse.
Il se présente entre les contreforts de la deuxième travée : autour de la porte s'élèvent onze statues placées sur des consoles et encadrées de gâbles, surmontées d'une archivolte pourvue de petites statues. Au centre de la composition se tient la Vierge Marie, assise et couronnée, qui tient l'Enfant-Jésus dans une main et un sceptre fleuri dans l'autre ; son fils pose une main sur le sceptre et tient dans l'autre une colombe. De part et d'autre s'élèvent, du côté droit, les mages portant leurs présents (tympan) et les saintes Catherine d'Alexandrie et Barbe (jouée du contrefort) et, du côté gauche, saint Nicolas de Myre bénissant et deux des trois jeunes filles qu'il a sauvées et qui portent en main leur dot (tympan), la troisième se trouvant au côté de sainte Marie-Madeleine (jouée du contrefort). La voussure supérieure de l'archivolte représente Dieu le Père tenant un globe et entouré d'apôtres en buste tandis que la voussure inférieure représente saint Jean le Baptiste portant l'agneau mystique et entouré de prophètes en buste.
Les statues étaient polychromes et la peinture a été refaite à plusieurs reprises, mais elles sont actuellement au naturel. Le style qui a pu influencer cette statuaire est difficile à définir, de même que le programme iconographique : simple Épiphanie agrémentée des saints protecteurs locaux ou composition plus élaborée faisant appel à l'adoration des mages, au baptême du Christ et aux noces de Cana ?

### Portail principal

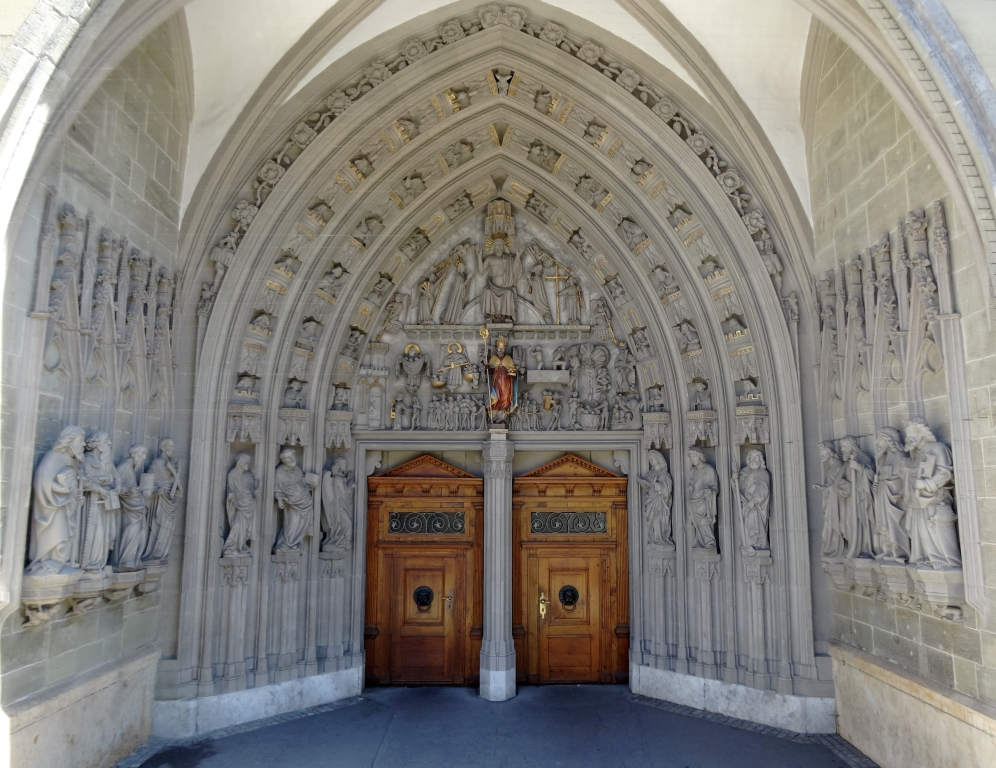
Portail principal.

La construction du portail principal a débuté vers 1380, durant l'édification des premiers étages de la tour. Le modèle, comme pour la tour, a été l'église paroissiale de Fribourg-en-Brisgau mais aussi les cathédrales Notre-Dame de Paris et de Bâle - deux des portails de ces églises représentent un Jugement dernier.

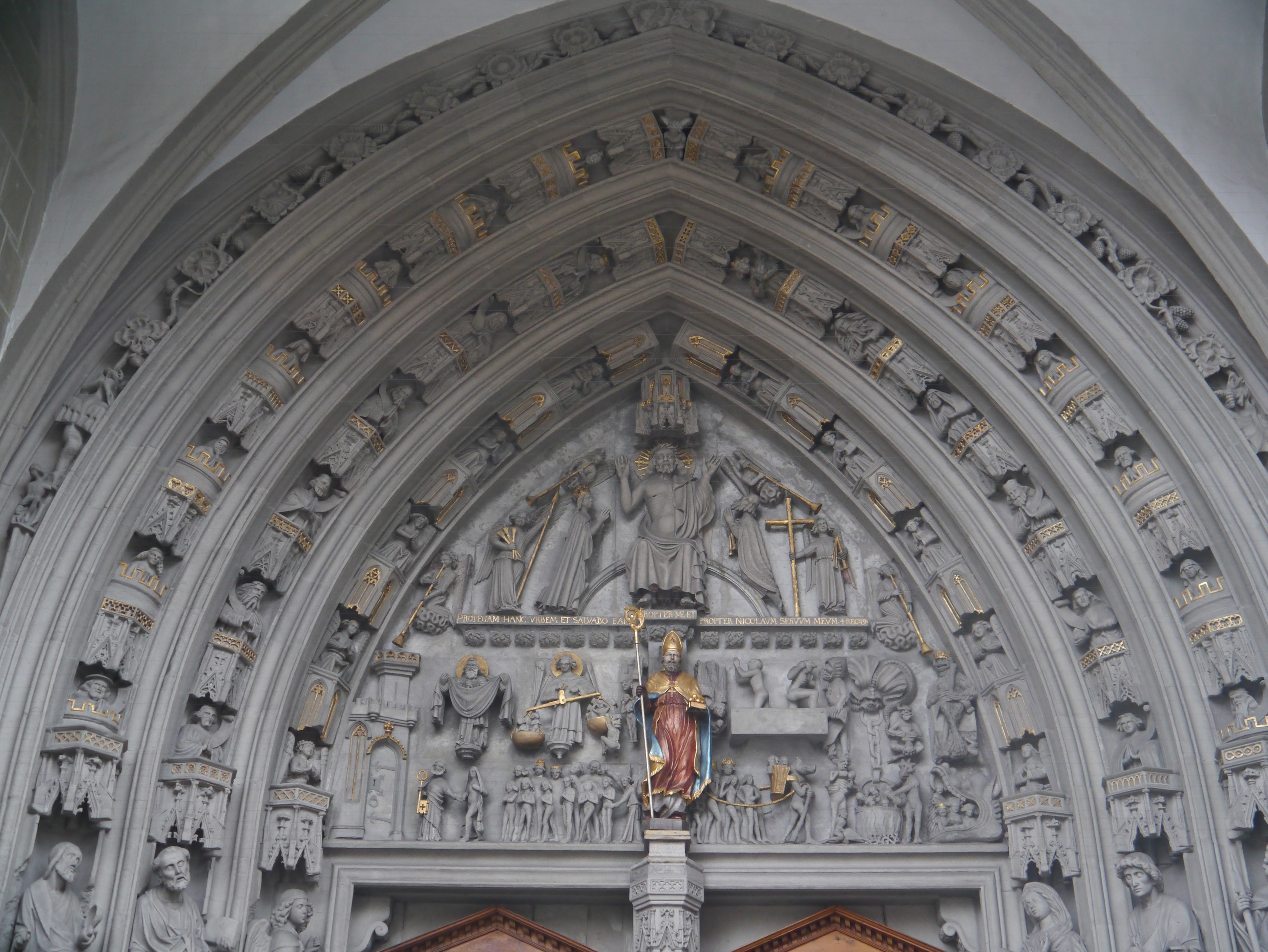
Le tympan du portail principal.

Le tympan est divisé en deux registres. Dans la partie supérieure se tient le Christ montrant ses plaies, assis au centre en juge des vivants et des morts, surmonté d'un dais. Il est entouré de personnages plus petits : du côté droit, saint Jean le Baptiste se tient en intercesseur tandis qu'un ange porte la croix et le fléau, entouré en haut et en bas de deux anges sonnant le jugement ; du côté gauche, la Vierge Marie se tient comme le Baptiste tandis qu'un ange porte la lance et les clous, lui aussi entouré de deux anges. Dans la partie inférieure est représenté le jugement proprement dit, non sans quelques particularités : une lésène centrale partage le registre – ce qui est peu courant – et l'ordre de lecture des scènes paraît assez aléatoire. À droite figurent des scènes de l'enfer : un ange emporte une âme, deux hommes ressuscités sortent du tombeau, un dragon, le cortège des damnés est conduit par un démon à tête de cochon vers un chaudron soutenu par un dragon et dans la gueule béante d'un monstre, sous le regard d'un diable velu et couronné. À gauche – c'est-à-dire à la droite du juge – apparaît une vision plus heureuse : saint Michel tient la balance qui pèse les âmes et qu'alourdit un diable, Abraham tient en son sein des élus, tandis que saint Pierre en conduit d'autres vers le paradis, dont il tient la clef.

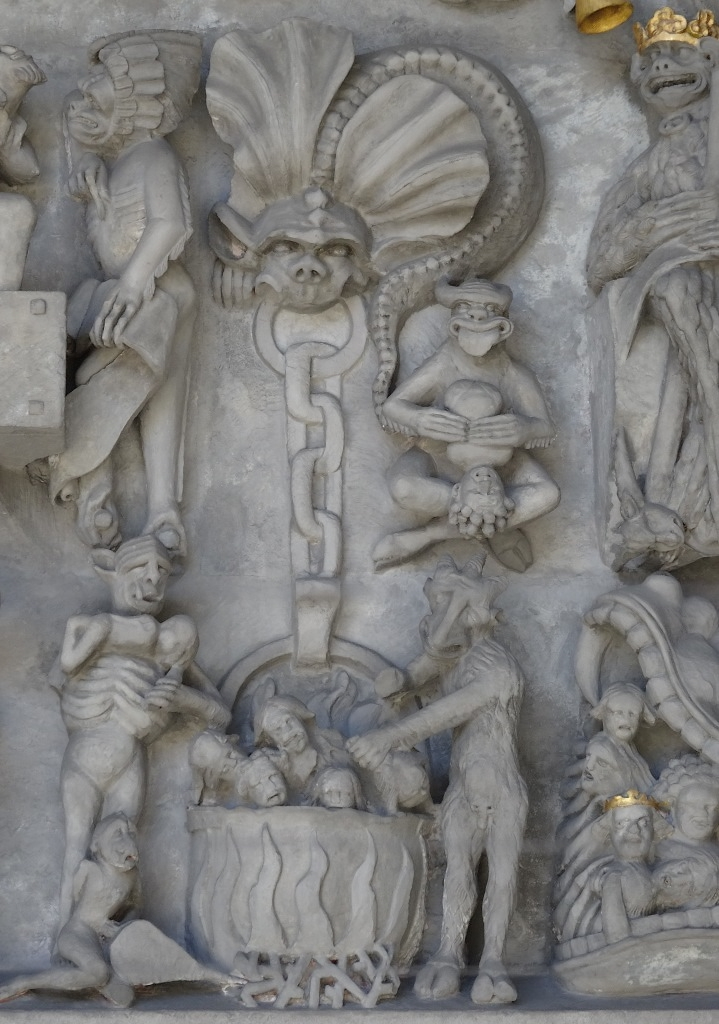
Scènes de l'enfer. Le diable à l'origine était peint avec des couleurs rappelant la fourrure d'un tigre.

 On a ajouté au XVIIe siècle une frise avec un texte séparant les deux registres, citant le quatrième livre des rois et invoquant la protection de saint Nicolas de Myre sur la ville. L'actuelle statue en tilleul du saint, polychrome, placée en 1767, a sans doute remplacé une statue gothique préexistante. Les trois voussures de l'archivolte contiennent de petites statues en buste, surmontées d'un dais : la première comporte dix anges, la deuxième douze prophètes, la troisième quatorze patriarches et figures féminines.
Les piédroits des voussures et les arcatures des parois du porche comportent une annonciation et les douze apôtres : à droite, à la suite de la Vierge de l'annonciation, les saints Jean (calice), Thomas (lance), Barthélemy (instrument perdu, sans doute un couteau), Jacques le Mineur (massue), Jude-Thaddée (masse d'armes) et Matthieu (hache) ; à gauche, à la suite de l'ange Gabriel, les saints Pierre (livre), Jacques le Majeur (coquillage), André (croix), Paul (livre), Simon (livre et petite scie) et Philippe (croix). Ces statues ont été financées par des donateurs dont les armes et le nom apparaissent sur les consoles (refaites à la fin du XVIe siècle, parfois par d'autres donateurs). Elles ont été réalisées par étape, entre la fin du XIVe  et la fin du XVe siècle. Les œuvres présentées actuellement sont des copies.
L'aspect du portail principal a changé plusieurs fois au cours des siècles. En 1787-1789, on procéda à une restauration : le Jugement dernier, en polychromie comme celui de la collégiale de Berne (le diable a par exemple une peau ressemblant à la fourrure d'un tigre sous le badigeon), fut recouvert d'une couche grisâtre rehaussée d'or ; les peintures représentant les saintes Barbe et Catherine, au-dessus des apôtres, furent effacées ; les portes de style Renaissance de 1583 et les heurtoirs de bronze de la fin du XIVe siècle furent réajustés. Au XIXe siècle, dans le cadre de la restauration néogothique de l'église, le décor maniériste du porche datant de la fin du XVIe siècle fut démonté et remplacé par des éléments dans le style de l'époque. Ces derniers ajouts furent éliminés lors de la restauration de 1944-1945,,,.

### Portail nord

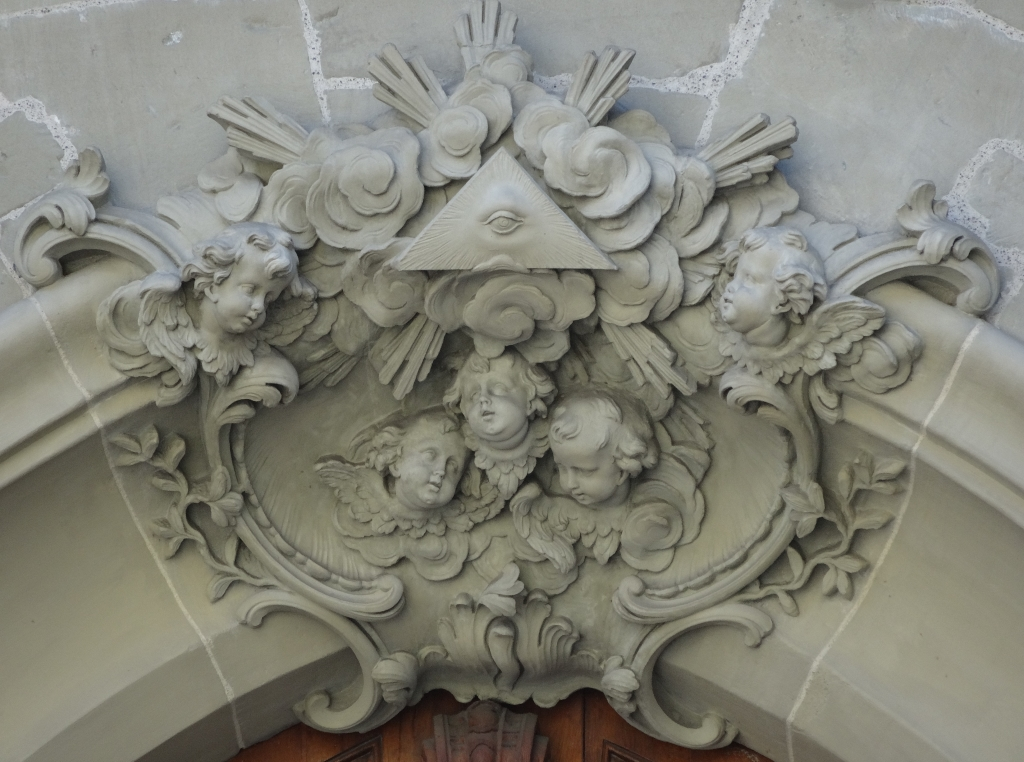
Archivolte du portail nord.

Pourvu d'un escalier monumental et d'une rampe en fer forgé, le portail nord a été aménagé entre 1761 et 1765. La gloire de l'archivolte a été réalisée par le sculpteur Dominique Martinetti.

### Stalles et grilles du chœur
Au XVe siècle, l'effectif des prêtres desservant l'église Saint-Nicolas et ses nombreux autels – près de dix-huit en 1464 – permet l'introduction de la liturgie des heures ; un notable fait d'ailleurs un legs en 1453 pour que l'on chante prime et des antiphonaires sont commandés en 1458. Le mobilier liturgique le plus adapté pour chanter l'office divin consistait alors en des stalles, à l'instar de celles des monastères et chapitres de chanoines. Celles de Saint-Nicolas participent d'un ensemble de stalles dites savoisiennes ou savoyardes, réalisées entre 1449 et 1526 dans plusieurs villes du duché de Savoie ou sous son influence (Aoste, Saint-Claude, Saint-Jean-de-Maurienne, Genève, Lausanne, Romont, Fribourg, Hauterive, Moudon, Estavayer-le-Lac et Yverdon) ; parmi ces stalles, un groupe en particulier (Fribourg, Hauterive et Yverdon) a été réalisé par un même groupe de charpentiers.
Les stalles de Fribourg sont les plus anciennes de cet ensemble savoisien et les plus anciennes stalles à personnage de Suisse. Elles sont réalisées entre 1462 et 1465 par Antoine de Peney et son neveu Claude, tandis que le ferronnier munichois Ulrich Wagner dressait la grande grille du chœur entre 1464 et 1466, ce qui nécessita une modification de la mise en place des stalles puisqu'on décida de ne plus aménager une seule, mais deux portes dans les grilles. Deux modifications interviennent dans les siècles suivants : au XVIe, on ajouta sur les quatre colonnettes des jouées une adoration des mages et deux reliefs représentant Adam et Ève remplacèrent la porte d'accès à la sacristie ; au XVIIe, le bois fut recouvert d'un vernis foncé, sauf les phylactères en bleu et les inscriptions en lettres dorées ; au XVIIIe, le bois fut recouvert de peinture brune.
Les stalles comptent cinquante places, soit quinze stalles hautes et dix stalles basses par côté. Su sud-est au nord-est, les trente dorsaux des stalles hautes représentent d'abord la création du monde et de la femme ainsi qu'Adam et Ève lors du péché originel et chassés du paradis par l'archange Michel – soit six dorsaux – puis, en alternance, douze apôtres (en principe tête et pieds nus, avec une auréole et un attribut) et douze prophètes (en principe avec chapeau, chaussures et leur nom) – soit vingt-quatre dorsaux. Cette association des apôtres tenant un article de la profession de foi chrétienne (Credo) aux prophètes tenant une citation de l'Ancien Testament (non sans plusieurs approximations) est caractéristique des stalles savoisiennes et a été développée dans la théologie du Moyen Âge. Le tout est surmonté d'un dais et de fleurons. Les jouées hautes présentent une Vierge à l'Enfant, un Noli me tangere, la Visitation, Jean-Baptiste, Joseph et Putiphar et la résurrection des trois enfants par saint Nicolas, tandis que les jouées basses sont surmontées d'animaux. Les miséricordes sont peu décorées : on dénombre quelques écus et six masques,,.

### Mise au tombeau

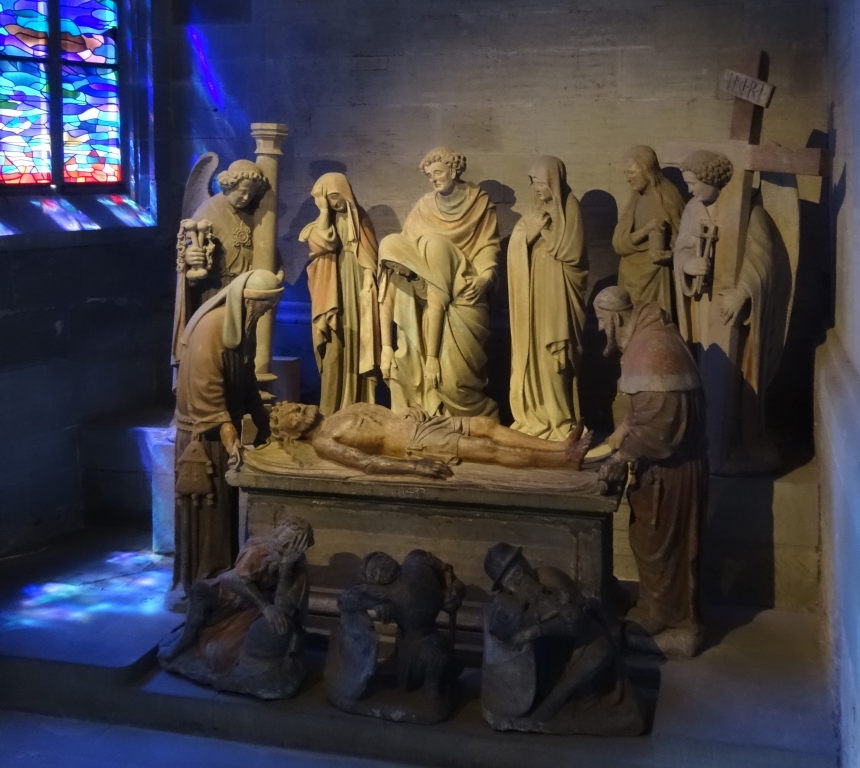
Mise au tombeau de la chapelle du Saint-Sépulcre.

La chapelle du Saint-Sépulcre abrite une œuvre d'importance européenne : un groupe de treize statues grandeur nature, en molasse polychrome, figurant la mise au tombeau du Christ après sa mort sur la croix. En fait, plutôt que la transposition de l'épisode transmis dans les évangiles, il semble qu'elle figure plutôt une « levée de corps » : ce genre de représentation, qui remonte à l'art byzantin de la fin du premier millénaire, est passé dans la peinture, la sculpture et les manuscrits occidentaux ; il est aussi lié à l'érection de chapelles rappelant celle du Saint-Sépulcre de Jérusalem, dont le rôle pouvait être important durant les célébrations de la Semaine sainte.
La particularité de la mise au tombeau fribourgeoise tient à son caractère monumental et au fait qu'elle figure parmi les premières manifestations de ce genre en Europe. C'est sans doute Jean Mossu, bourgeois de Fribourg et recteur de la fabrique de Saint-Nicolas, qui est à l'origine et de la chapelle qui porte son nom, et de cette mise au tombeau. La date de 1433, gravée sur la table du sarcophage, n'indique pas forcément la date d'achèvement du groupe, qui date tout de même de la fin de la première moitié du XVe siècle, même si on ignore le nom de son auteur. Le groupe de statues occupe l'emplacement actuel depuis 1942, date à laquelle on a procédé à un réaménagement de la chapelle : jusqu'alors, la chapelle était divisée en deux étages (1646) et les statues se présentaient dans une grotte (1878) ; elles ont même été disposées, un temps, dans la travée sud-est de la chapelle.
La scène présente Joseph d'Arimathie (à droite) et Nicodème (à gauche), en costume du XVe siècle, tenant un linceul sur lequel repose le Christ, vêtu d'un simple pagne. Derrière se tient sa mère éplorée, soutenue par l'Apôtre Jean et entourée des deux autres Marie. Marie-Madeleine, les cheveux défaits, tient un flacon contenant les huiles nécessaires à l'embaumement. Sur les côtés, deux anges vêtus d'un habit liturgique portent les instruments de la passion (fléau, colonne, croix et clous). Devant la mise au tombeau se tiennent trois soldats endormis, en référence à l'évangile du matin de Pâques.

### Autres œuvres
Le calvaire placé sur l'arc triomphal, comportant le Christ en croix, la Vierge Marie et saint Jean, date de l'achèvement de la nef, dans les années 1430. Les statues ne sont pas sans apparentement avec celles de la mise au tombeau. Conçues pour être vues de loin, elles ont échappé à la destruction de l'ancien chœur. La polychromie date de 1631, soit après l'achèvement du nouveau chœur ; c'est à cette même époque que la poutre de chêne a été peinte en bleue et ornée de l'inscription biblique : Empti estis pretio magno ; glorificate et portate Deum in corpore vesto (Vous avez été rachetés à grand prix ; rendez gloire à Dieu et portez-le dans votre corps, 1 Co 6, 20).

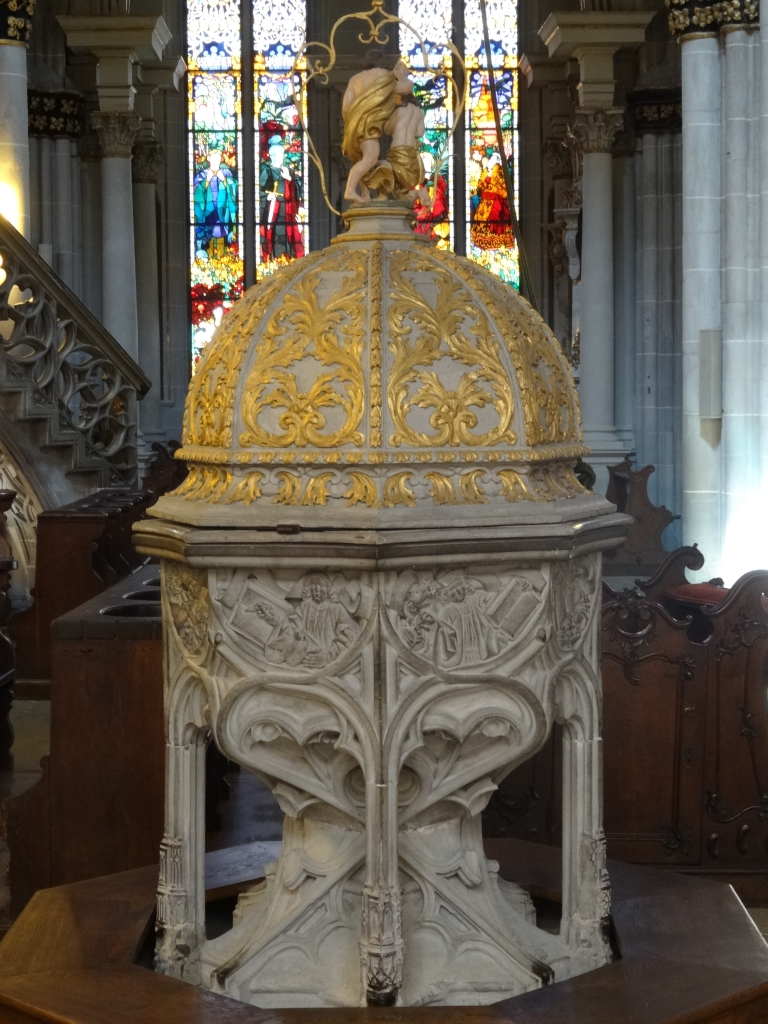
Fonts baptismaux.

Les fonts baptismaux, un chef-d'œuvre de la sculpture du gothique flamboyant, ont été réalisés entre 1498 et 1499. Placés à côté de l'actuelle chapelle de Notre-Dame-de-la-Victoire, ils sont constitués d'un bassin octogonal posé sur un pied en étoile ; les huit côtés du bassin, en demi-cercles, représentent le Christ, un ange portant sa tunique, saint Jean-Baptiste, les quatre évangélistes et saint Nicolas.
La chaire, proche des fonts baptismaux par le style, accolée au deuxième pilier nord de la nef, a été réalisée entre 1513 et 1516. La cuve octogonale est ajourée et les consoles placées aux angles portaient six statues représentant saint Jean l'Évangéliste, les quatre Docteur de l'Église latine et saint Nicolas ; elles ont été retirées pour des raisons de sécurité. On accède à la chaire par une balustrade dont le début est marqué par un lion assis tenant l'écusson de Fribourg. L'abat-voix de style néogothique, ajouté en 1828, porte une statue représentant la foi et tenant une croix.
On compte encore deux bénitiers de fer forgés, placés dans le narthex et datant de la fin du XVIIe siècle, et quatre confessionnaux de chêne, exécutés en 1759-1760 dans le style baroque,.

## Peinture

### Chapelle du Saint-Sépulcre

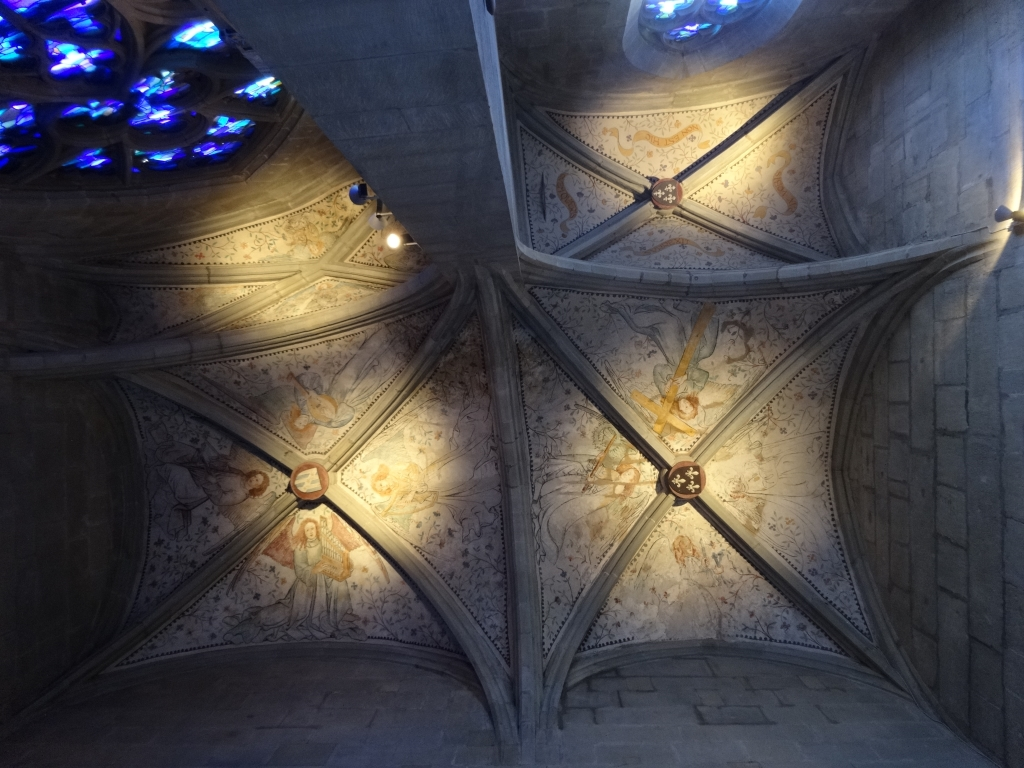
Peinture des voûtes de la chapelle du Saint-Sépulcre.

Les peintures des voûtains et les clés de voûte sont consécutives de la mise sous toit de la chapelle du Saint-Sépulcre dans les années 1450. La première grande voûte, à l'entrée, comporte quatre anges portant les instruments de la passion et une clé de voûte aux armes de Jean Mossu, qui a fondé la chapelle au XVe siècle. La seconde grande voûte, au-dessus de la mise au tombeau, présente quatre anges jouant de l'orgue portatif, de la harpe, du luth et du triangle, ainsi que les armes de la seigneurie de Chenaux, à Estavayer, en référence à la famille de la veuve de Jean Mossu ; la petite voûte qui la jouxte, près de la grande verrière, présente un décor semblable avec des anges jouant du psaltérion, de la viole, des timbales et, vraisemblablement, de la harpe, ainsi qu'on le trouve également dans la cathédrale du Mans. Sur la petite voûte située au-dessus de l'autel de saint Laurent figurent, outre les armes de la famille Mossu, les quatre paroles de l'ange aux femmes qui se présentèrent au tombeau du Christ, le matin de Pâques : Quem quaeris (Qui cherches-tu), Non est hic (Il n'est pas ici), Surrexit (Il est ressuscité), Pax vobis (La paix soit avec vous). Les peintures ont été restaurées – et celles de la voûte aux quatre paroles, entièrement repeintes – en 1942 par Antoine Claraz, lors de la restauration de la chapelle,.

### Tableaux de la nef et du chœur

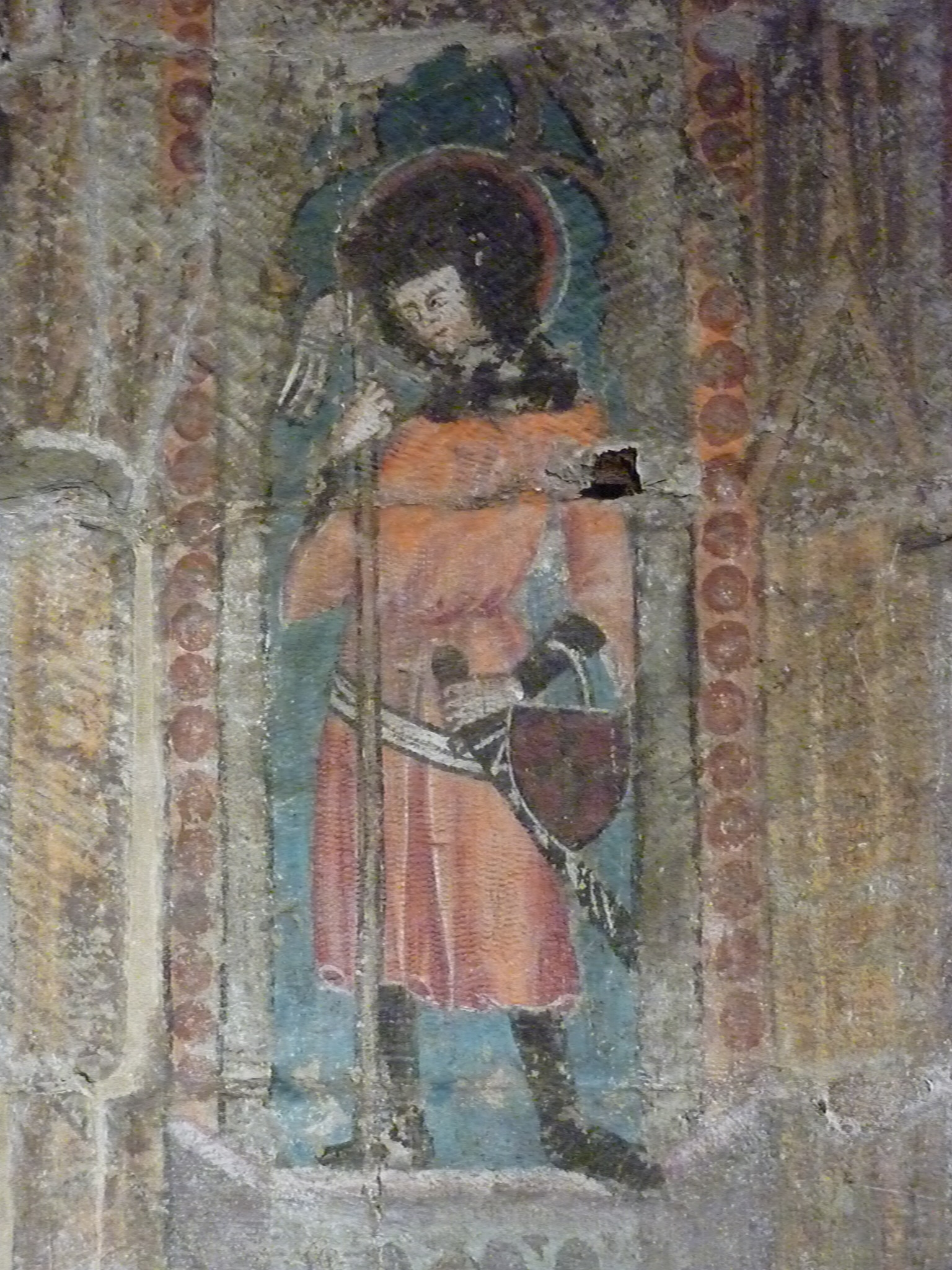
Peinture découverte en 2011.

Trente-quatre tableaux réalisés en 1651 par des peintres bourguignons  réfugiés à Fribourg – dont Claude Fréchot – décorent le vaisseau central de la nef. Leur qualité a laissé à désirer dès leur exécution. De chaque côté des fenêtres hautes se tiennent dix-huit portraits en pied des prophètes tandis que les écoinçons des arcades comportent seize portraits en buste des douze Apôtres et des quatre docteurs de l'Église latine, ornés des armoiries des familles régnant alors. Ce programme iconographique qui a contribué à la baroquisation de la collégiale Saint-Nicolas fait peut-être référence aux vitraux médiévaux. On trouve d'autres œuvres dans la chapelle du Saint-Sépulcre et dans les chapelles latérales.
Deux grands tableaux ornent le mur nord du chœur : ils représentent, dans des cadres Renaissance, un Christ ressuscité apparaissant à saint Pierre et un Christ vainqueur de la mort et sont dus au peintre flamand travaillant en France Nicolas de Hoey (fin du XVIe siècle). D'autres tableaux se trouvent contre les boiseries du chœur et dans les sacristies,.

### Découvertes récentes
En 2011, la restauration de la chapelle Notre-Dame fondée par Guillaume de Bulle (première chapelle de gauche, dans la nef) a mis au jour les restes d'une peinture murale datée de la première moitié du XIVe siècle, derrière et à côté de l'actuel autel de la Nativité (anciennement autel de la Vierge Marie). On y voit notamment Abraham portant les élus en son sein ainsi que les saints Michel, Christophe et Maurice et, avec les trois jeunes filles qu'il a dotées, saint Nicolas. Par ailleurs, ces travaux ont permis la découverte, voire la remise en valeur de ciels étoilés, de piliers bariolés et de chapiteaux polychromes dans différents secteurs de l'édifice.

## Vitraux

### Histoire

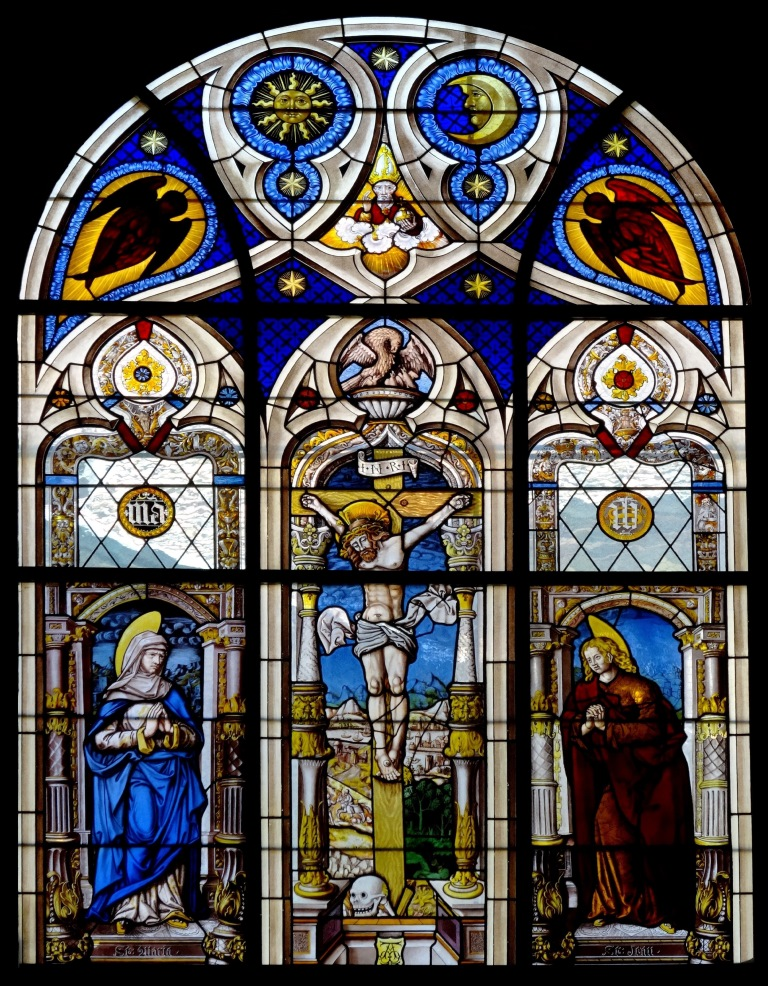
Vitrail de Carignan au portail nord.

Les premiers vitraux de l'église Saint-Nicolas furent posés au cours du XVe siècle, lors des ultimes phases de construction de l'édifice : un versement est attesté en 1423 et on sait que la rosace a été pourvue en 1461-1462. Les vitraux médiévaux disparurent entre le XVIe et le XVIIe siècle, surtout après le souffle dû à une explosion d'un dépôt de poudre placé dans l'une des tours médiévales des remparts de la Lorette, lors de la construction des chapelles latérales et de la reconstruction du chœur. Ils furent remplacés par des verrières et quelques vitraux armoriés.
Au XIXe siècle, sous l'influence de l'historicisme, la volonté des autorités de redonner à la collégiale Saint-Nicolas de véritables vitraux se concrétisa par le rapatriement d'œuvres des environs, moyennant des modifications : en 1856, les vitraux du XIVe siècle de l'abbaye d'Hauterive, dans le chœur (jusqu'en 1926, année où ils furent remis à Hauterive) ; en 1876, les vitraux du XVIe siècle de l'église de Carignan, au-dessus des portes latérales ; en 1879, un vitrail de 1478 récemment retrouvé.
Ce n'est que dans les années 1890 que les membres de la Confrérie du Saint-Sacrement décidèrent de lancer un concours pour des œuvres originales : il fut remporté, parmi vingt-six projets, par un jeune artiste polonais, Józef Mehoffer, qui proposa un projet pour les huit fenêtres de la nef puis pour les cinq du chœur, dont la réalisation s'étendit de 1895 à 1936. Dans la seconde moitié du XXe siècle intervinrent les dernières créations : le chapitre cathédral de Saint-Nicolas commanda à l'artiste renommé Alfred Manessier des vitraux pour la chapelle du Saint-Sépulcre (1974-1976), les fenêtres hautes de la nef (1980-1983) et la rose de la tour (1988),,, réalisés et posés par le maître verrier Michel Eltschinger.
Les vitraux ont été restaurés et protégés par un vitrage extérieur durant les deux premières décennies du XXIe siècle.

### Vitraux dits de Carignan
Ces vitraux font partie des œuvres rapatriées au XIXe siècle. C'est lorsque le clergé d'Estavayer eut obtenu le droit de collature de l'église de Carignan, dans la Broye, au début du XVIe siècle, qu'il fit réaliser ces œuvres, achetées en 1873 et posées en 1876 dans les fenêtres situées au-dessus des portails nord et sud de la collégiale Saint-Nicolas. Le vitrail du portail nord présente une crucifixion encadrée de saint Jean l'Évangéliste et de la Vierge Marie. Le portail sud comporte les saints Laurent, patron de la collégiale d'Estavayer, et Pierre, patron de l'église de Carignan (et non Clément, comme indiqué sur le socle). Les vitraux originaux ont dû être retouchés et complétés pour être intégré dans leur nouvel emplacement.

### Vitraux de Mehoffer

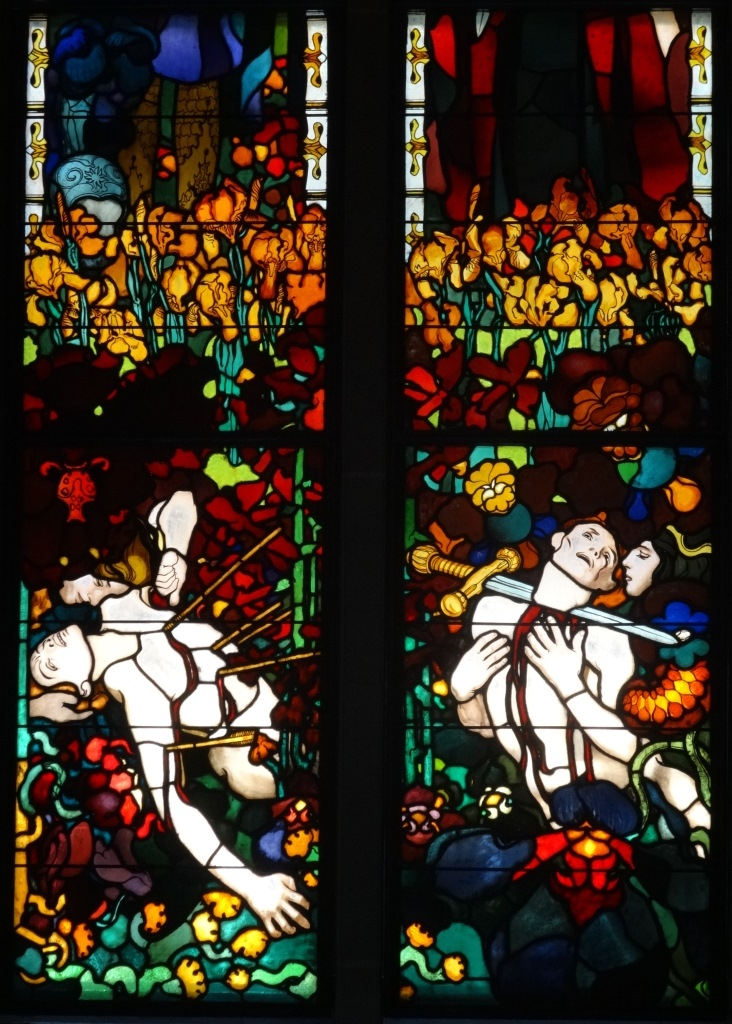
Vitrail des martyrs (détail).

L'idée de la Confrérie du Saint-Sacrement de doter la nef de la collégiale Saint-Nicolas de nouveaux vitraux, en 1892, aboutit à la définition des lignes directrices de la commande : les fenêtres gothiques étant hautes et peu larges, on choisit de faire représenter une série de saints liés à la collégiale (en particulier les patrons des nombreux autels latéraux) et quelques scènes (St-Sacrement, Notre-Dame-de-la-Victoire, Adoration des Mages, etc.).
Vingt-six projets de toute l'Europe furent envoyés pour la première chapelle latérale de gauche, comportant les saints Pierre, Jean l'Évangéliste, Jacques le Majeur et André. La plupart demeuraient assez traditionnels, dans la ligne de l'artisanat du vitrail de l'époque, mais deux propositions furent distinguées, dont celle du jeune Polonais Józef Mehoffer. Une nouvelle commande fut alors passée à Mehoffer et au Lucernois Balmer – qui avait reçu une mention – mais c'est la vision originale du Polonais qui fut finalement gardée ; le vitrail de Balmer, installé d'abord dans la dernière chapelle de gauche, fut transféré en 1917 dans l'église Saint-Maurice, en Auge.
La création des huit fenêtres de la nef (120 m2), complétée en 1906 par une commande pour les cinq fenêtres du chœur (124 m2), s'étalera sur près de quarante ans, de 1895 à 1936 ; l'entreprise fribourgeoise Kirsch et Fleckner assurera la réalisation des cartons de Mehoffer. Il s'agit d'un des ensembles Art nouveau les plus importants au monde. Dans l'ordre de création :
- Fenêtre des Apôtres (première chapelle de gauche, 1895-1986, projet du concours lancé en 1895). Les saints sont représentés en mouvement, sous des dais gothiques, avec leurs attributs : le coq du reniement pour Pierre et l'image de l'Église comme un bateau (au-dessus de Saint-Pierre de Rome), l'aigle pour Jean l'Evangéliste et la vision de l'Apocalypse, Jacques le Majeur et Hermogène le magicien, avec une représentation de la ville de Cracovie, et enfin André et la vision de la croix de son martyre. L'influence de l'historicisme laisse entrevoir l'Art nouveau (Jugendstil) avec les nombreux motifs végétaux et l'utilisation de la technique du cloisonnisme.

- Fenêtre de Notre-Dame-de-la-Victoire (deuxième chapelle de droite, 1896-1898). Cette commande de l'État de Fribourg représente la victoire de Morat en 1476. Dès sa deuxième œuvre, Józef Mehoffer sort du cadre du concours : il n'y a plus un personnage par lancette, mais une grande scène qui recouvre toute la fenêtre. Au retour de la bataille, protégés par saint Michel, des Confédérés tenant en mains les drapeaux des cantons déposent ceux de Charles le Téméraire devant la Reine des cieux entourée d'anges, surmontant une allégorie de la patrie. La frise supérieure représente les trois vertus théologales de foi, d'espérance et de charité ainsi que la vertu de force.

- Fenêtre des martyrs (deuxième chapelle de gauche, 1898-1901). Ce ne sont pas les saints prévus au programme mais quatre martyrs : Maurice et le glaive, Sébastien et les flèches, sainte Catherine et la roue, sainte Barbe et la tour. En pied dans la partie centrale, ils sont représentés dans leur martyre dans la partie inférieure, enlacés de personnages féminins. Dans la partie supérieure sont représentés des figures angéliques et des corneilles (et la tour des Menuisiers de Cracovie au-dessus de sainte Barbe), surmontés de motifs floraux et de quatre paires de jeunes gens représentant l'innocence des martyrs. Le vitrail a été primé d'une médaille d'or à l'Exposition universelle de Paris en 1900 et constitue la seule œuvre entièrement Art nouveau.

- Fenêtre de l'Eucharistie (première chapelle de droite, 1898-1901). Il s'agit d'une commande de la Confrérie du Saint-Sacrement, qui a lancé le concours. À droite, figure le sacrifice sur la Croix du Christ, porté par deux anges : l'Église recueille son Précieux Sang dans une coupe ; à gauche, une adoration du Saint-Sacrement dans le sacrifice eucharistique, devant une jeune fille figurant la vertu théologale de foi et une procession d'anges thuriféraires. Un bouc pris dans un buisson d'épines fait référence au sacrifice d'Isaac, figure du sacrifice du Christ. L'Art nouveau se mêle à l'art populaire : chaque recoin du vitrail est travaillé jusque dans les moindres détails (ex-voto derrière la croix, décoration florale, parements de l'autel, etc.).

- Fenêtre des trois rois (troisième chapelle de gauche, 1902-1905). L'Adoration des mages, comme dans le vitrail de la victoire de Morat, occupe les quatre lancettes. Les mages, accompagnés d'un ange, déposent leurs présents aux pieds du Christ tenu par la Vierge Marie, tandis que Joseph, l'âne et le bœuf se tiennent en retrait. L'étoile de Bethléem illumine toute la scène alors qu'un ange change la louange divine. La scène inférieure est inhabituelle : le roi Hérode, accompagné de la Mort, derrière les corps des Saints Innocents, trône avec Satan et le serpent. Cette fenêtre très colorée doit beaucoup à l'art populaire, mais Mehoffer s'est aussi inspiré pour plusieurs figures de représentations traditionnelles.

- Fenêtre des saints Georges, Michel, Anne et Marie-Madeleine (troisième chapelle de droite, 1907-1910). Elle suit le programme et reprend la mise en scène traditionnelle en mêlant Art nouveau et symbolisme. Georges, en chevalier, dans des teintes sombres, délivre une princesse en tuant le dragon ; l'archange Michel, triomphant, figure en pied et dans le combat contre Satan ; Anne est surmontée de sa fille, la Vierge Marie, et du Christ bénissant, conçu de l'Esprit Saint, tandis qu'une fontaine aux symboles chrétiens coule à ses pieds ; Marie-Madeleine, endeuillée, porte le flacon de parfum au-dessus de la rose symbolisant l'ardeur de sa charité. Des anges armés et des aigles contemplant le soleil de justice surmontent les personnages.

- Fenêtre des saints évêques et diacres (quatrième chapelle de gauche, 1912-1917). Les saints, encadrés des vertus théologales et cardinales et de la science, occupent chacun une lancette. Les deux diacres ne sont pas représentés en martyrs : Étienne, aux prises avec les Juifs, est « rempli de grâce et de force » ; Laurent, brûlé vif pour sa foi, est « éprouvé par le feu ». Martin de Tours partage sa tunique pour vêtir un pauvre, accomplissant la parole du Christ : « c'est à moi que tu l'as fait ». Claude de Besançon, sous les traits du pape Léon XIII, en secourant les plus miséreux, « a accompli des miracles durant sa vie ». Jets d'eau et chandeliers à sept branches décorent le registre inférieur, tandis que la partie supérieure est ornée de motifs végétaux. L'Art nouveau commande l'arrière-fond, mais les figures tirent vers le réalisme et sont moins stylisées qu'avant.

- Fenêtre de saint Nicolas de Flüe (quatrième chapelle de droite, 1915-1919). Elle présente en un mélange d'Art nouveau, d'arts populaire et monumental et de réalisme la vie de Nicolas de Flüe, béatifié en 1669 et patron de la Confédération suisse. Les thèmes de la paix, de la liberté et de la patrie font écho à la Première Guerre mondiale. Une colonne centrale surmontée de deux allégories partage deux espaces consacrés à la vie familiale du saint au Flüeli et à sa vie érémitique au Ranft. Au pied de la colonne, les conférés prêtent serment tandis que les blasons des dix premiers cantons – dont Fribourg et Soleure, entrés dans la Confédération en 1481 grâce à l'intervention du bienheureux – ornent la frise inférieure avec la devise pacifique de Nicolas de Flüe. L'Alpha et oméga trônent au sommet de la composition.

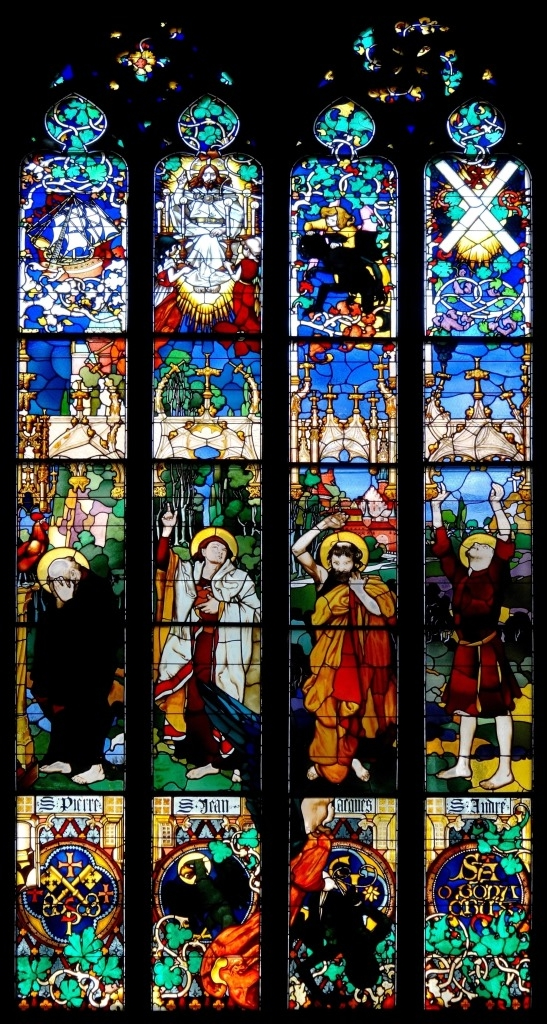
Vitrail des Apôtres.
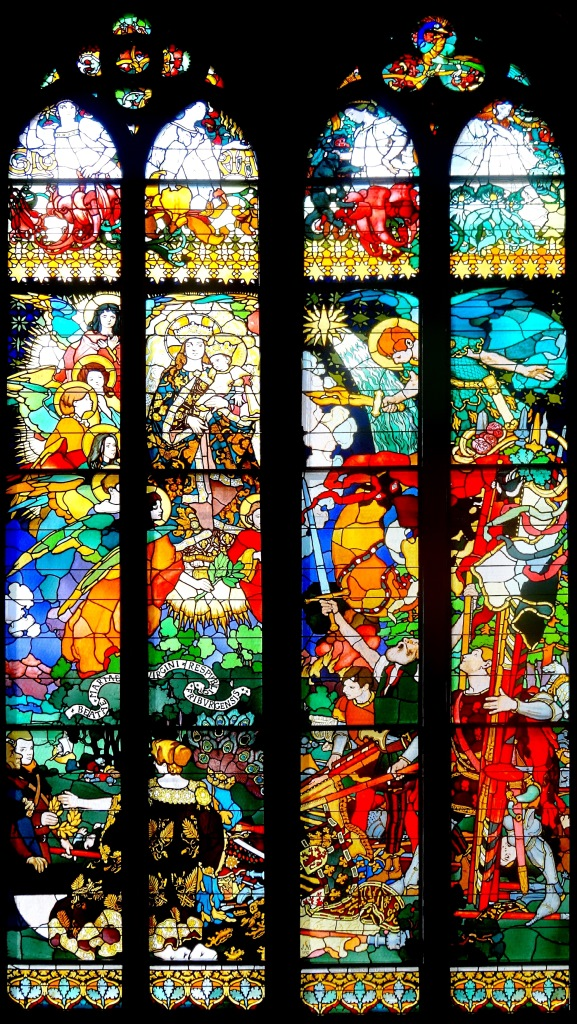
Vitrail de Notre-Dame-de-la-Victoire.
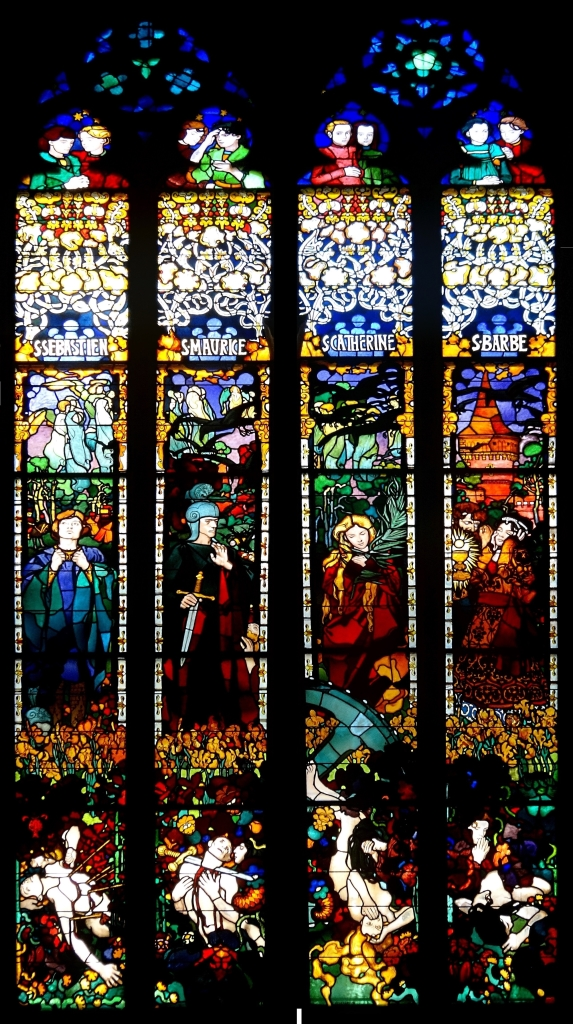
Vitrail des martyrs.
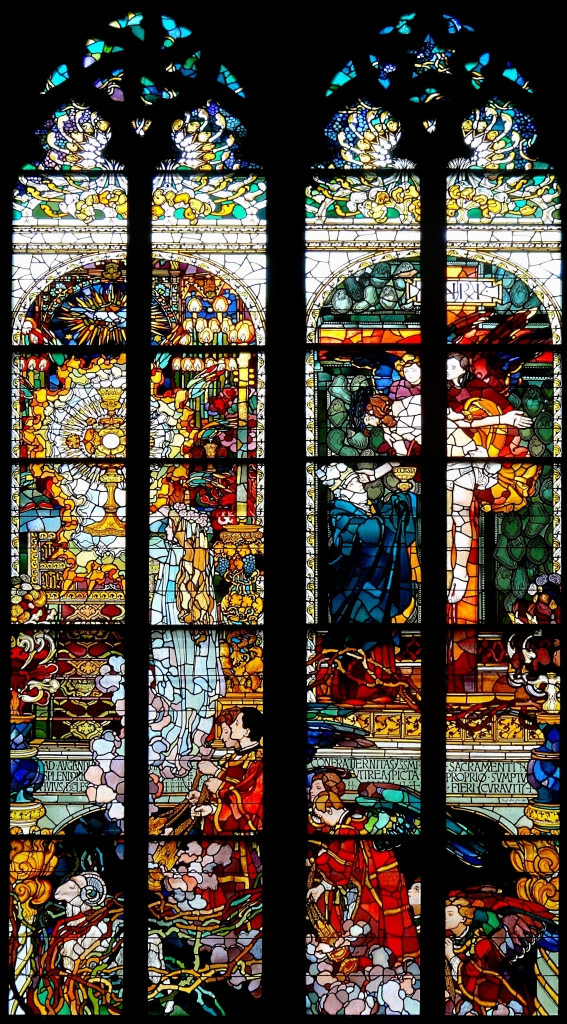
Vitrail de l'Eucharistie.
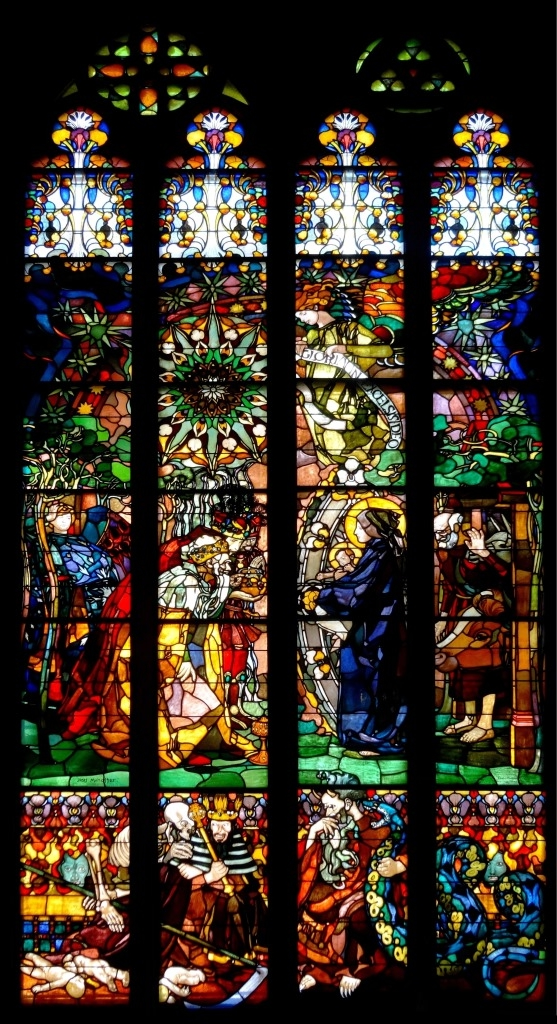
Vitrail des trois rois.
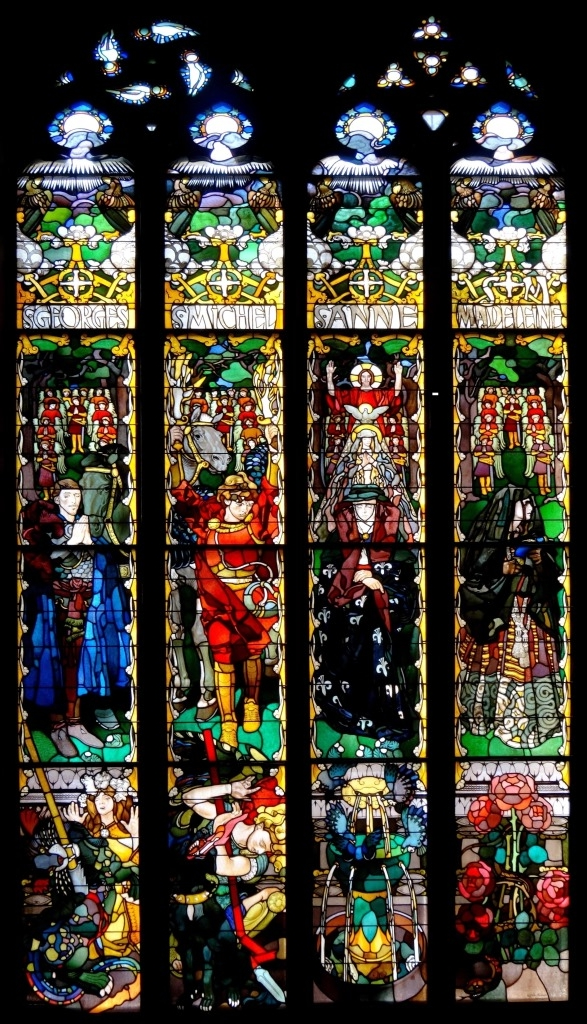
Vitrail des saints Georges, Michel, Anne et Marie-Madeleine.
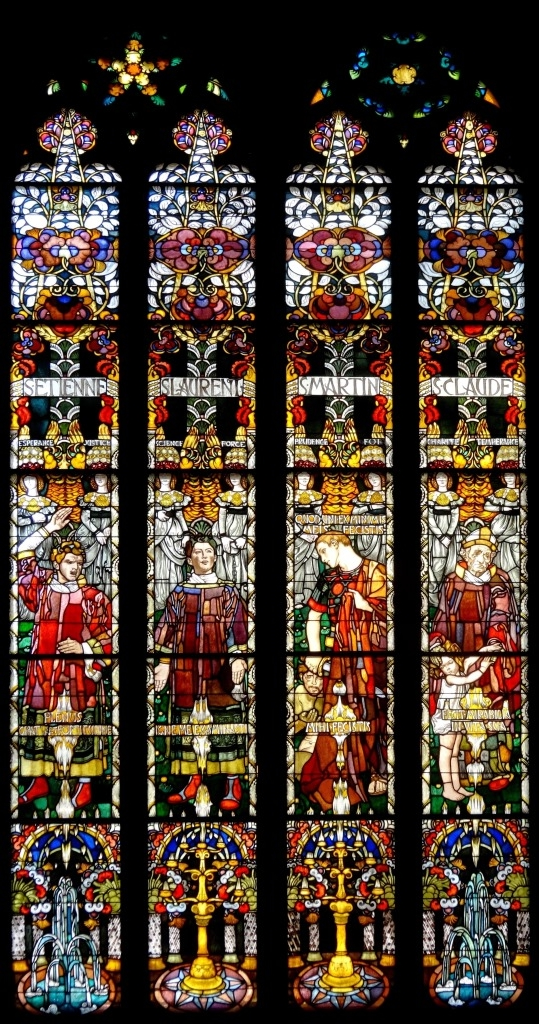
Vitrail des saints évêques et diacres.
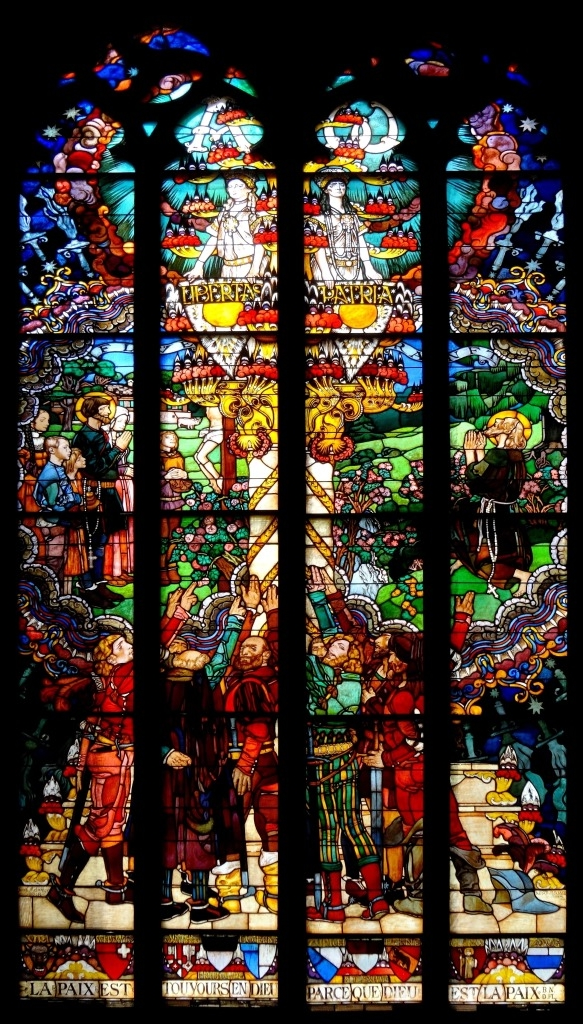
Vitrail de saint Nicolas de Flüe.

Vitraux du chœur
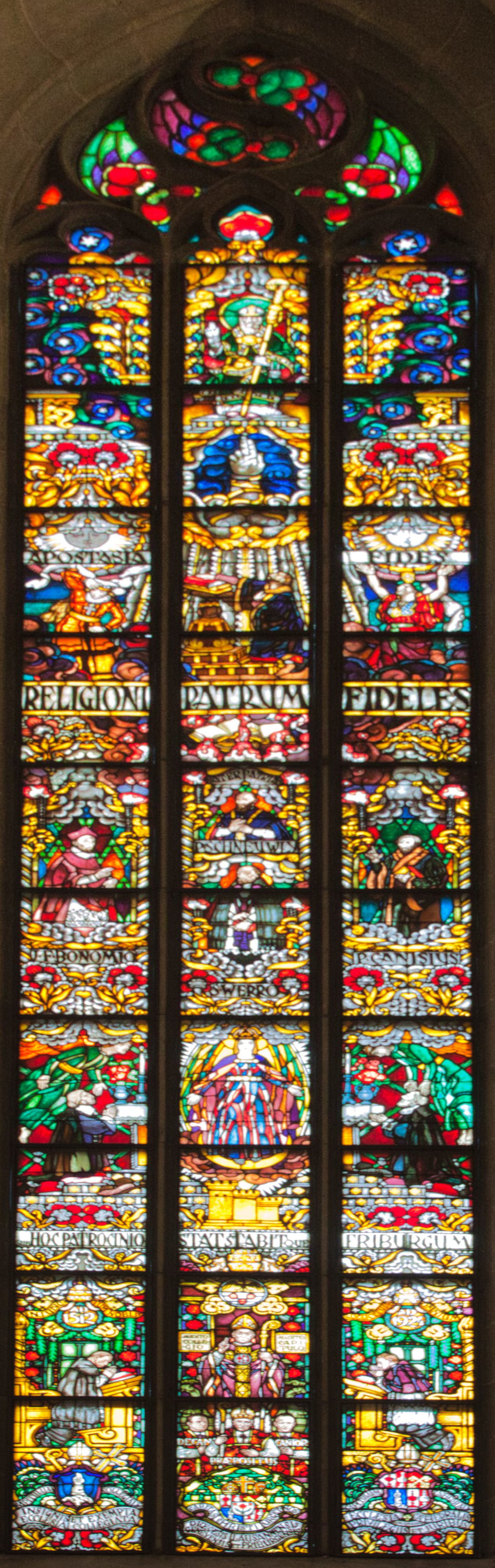
L'histoire de l'Église.
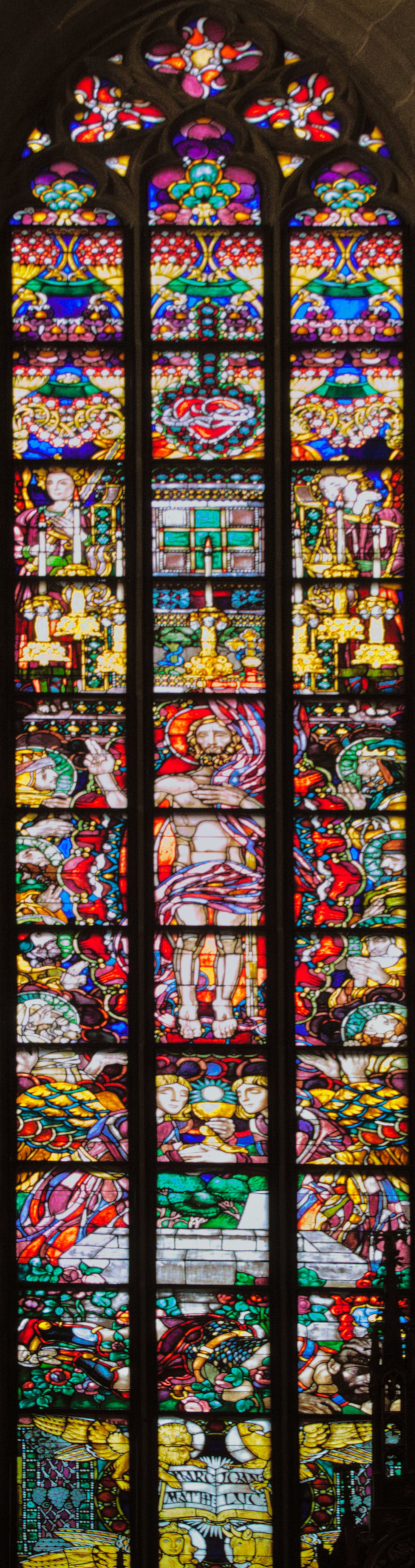
La Sainte-Trinité : Fils de Dieu.
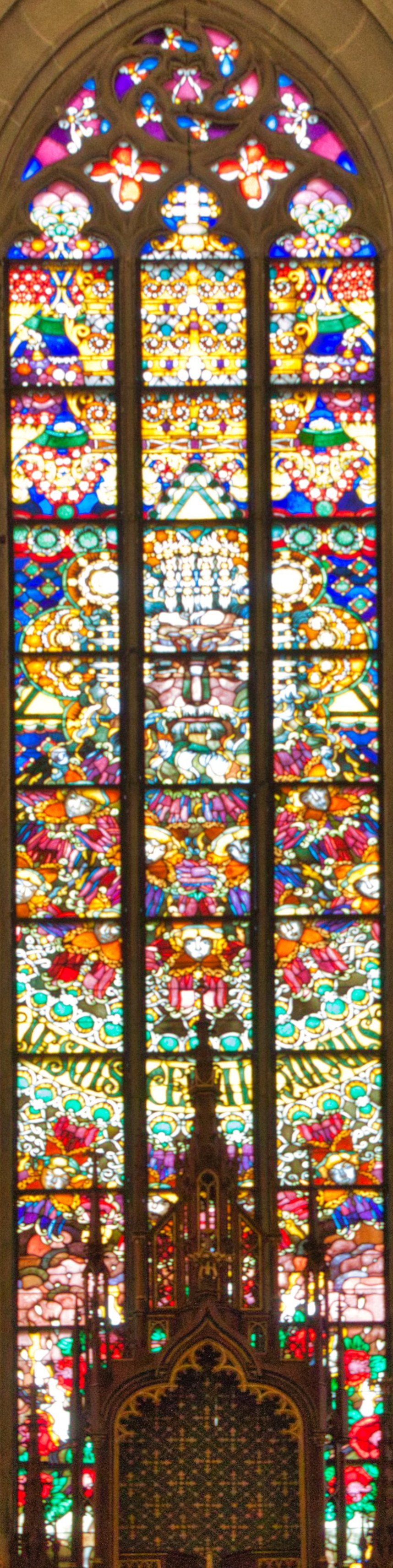
La Sainte-Trinité : Dieu le Père.
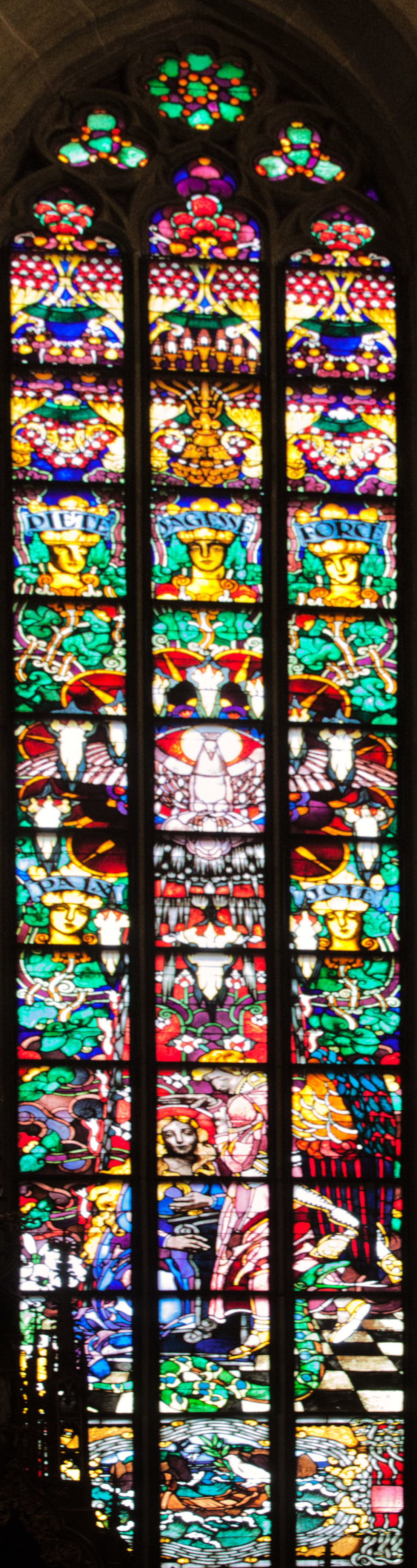
La Sainte-Trinité : Saint-Esprit.
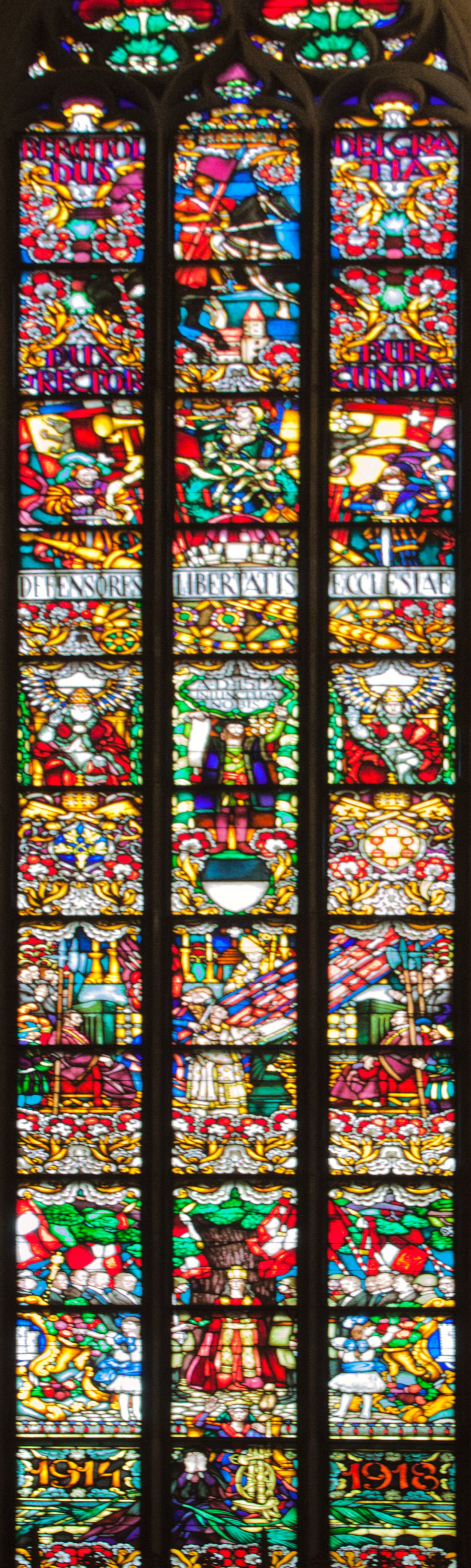
L'histoire de l'État de Fribourg.

La création de nouvelles fenêtres dans le chœur intervient fut avalisée en 1906, mais les travaux ne débutèrent que lorsque tous les vitraux de la nef furent réalisées, soit à la fin de la Première Guerre mondiale. Les trois fenêtres centrales, consacrées à la Sainte-Trinité, furent posées en 1926, tandis que les fenêtres représentant l'histoire de l'Église et de l'État de Fribourg ne furent mises en place qu'en 1936.
- Dieu le Père se tient au milieu : de sa tête, encadrée du triangle figurant la Trinité et surmontée d'une triple couronne, sort la Création (soleil, lune, étoiles) ; une nuée de tête d'anges ailées conduit au buisson ardent et à la révélation de son Nom : « Je suis celui qui suis » ; au pied de la fenêtre, la figure de Moïse est encadrée des tables de la loi et de l'arche d'alliance.

- Le Fils de Dieu se tient sur la gauche de l'abside : il est représenté ressuscité, sortant du tombeau et entouré des têtes de patriarches et de prophètes, montant vers le trône aux sept chandeliers préparé pour lui ; monté aux cieux, il est présent sur terre dans son Eucharistie, tenue par deux anges, et dans sa Parole, entourée des symboles des quatre évangélistes. Le Sacré-Cœur surmonte la composition.

- Le Saint-Esprit se tient sur la droite de l'abside : il est représenté sous les traits d'une grande colombe avec les rayons des sept dons de l'Esprit, les flammes représentant les douze apôtres et cinq vertus ; la lumière éclaire la scène de l'Annonciation de l'archange Gabriel à Marie ; un lys rappelle sa pureté et le serpent qui se déroule est une référence au péché originel ; la colombe de l'arche de Noé figure dans la partie inférieure[63],[64].

### Vitraux de Manessier
Après la pose des œuvres de Mehoffer, il ne restait que trois lieux dépourvus de vitraux : la chapelle du Saint-Sépulcre, les vitres hautes de la nef et la rosace. L'artiste Alfred Manessier combla ce manque durant la deuxième moitié du XXe siècle. Le choix de Józef Mehoffer avait revêtu un certain risque dans la mesure où le Polonais était encore un parfait inconnu ; ce ne fut pas le cas avec Manessier, qui était déjà, au moment où le Chapitre cathédral de Saint-Nicolas fit appel à lui, un artiste de renommée internationale.
Pour la première étape (1974-1976), il s'inspira de la mise au tombeau de la fin du Moyen Âge pour garder l'atmosphère de recueillement propre à la chapelle du Saint-Sépulcre. Pour la seconde étape (1980-1983), il s'agissait à la fois de laisser suffisamment de lumière pénétrer dans la nef, et de trouver les teintes qui s'accorderaient le mieux avec les vitraux de Mehoffer. Manessier choisit le thème de la Pentecôte pour les dix fenêtres : l'Esprit Saint est répandu depuis le sommet sombre des lancettes jusqu'aux tons plus clairs des parties inférieures. La dernière étape (1988) est en lien avec l'Année mariale puisque la rose de la tour a été réalisée sur le thème du Magnificat. Visible depuis la chapelle Saint-Michel mais pas depuis la nef, en raison du buffet du grand orgue, la rose est offerte à la contemplation des passants grâce à une bulle de verre placée au-dessus du narthex en 2012,.

## Orgues

### Histoire
Deux emplacements ont accueilli des orgues au cours des siècles. Devant la chapelle St-Michel, située au premier étage de la tour d'entrée, le premier orgue attesté a été installé entre 1426 et 1428 par Conrad Wolf ; il est remplacé en 1636 par un autre instrument, plus grand, dû à Niklaus Schönenbühl (1600-1668), lui-même remplacé entre 1824 et 1834 par le grand orgue actuel d'Aloys Mooser (1770–1839) . Dans le chœur, contre le mur sud, un premier orgue a été installé en 1485 ; il a été remplacé au XVIIe siècle par une œuvre du même Schönenbühl, déplacé en 1659 dans le chœur de la collégiale d'Estavayer et remplacé par l'actuel orgue de chœur de Sebald Manderscheidt,.

### Orgue de chœur
Dû au facteur d'orgue de Nuremberg Sebald Manderscheidt (1620-1685), l'actuel orgue de chœur remplace celui de Niklaus Schönenbühl, endommagé par la grêle en 1653 et vendu au clergé d'Estavayer en 1659 – le buffet et les éléments décoratifs de cette œuvre désormais staviacoise en font d'ailleurs le plus ancien orgue du canton. Prenant pour modèle l'orgue conçu pour l'église franciscaine de Lucerne, Manderscheidt réalisa son œuvre entre 1655 et 1657, sur la base d'un contrat prévoyant un instrument de onze jeux répartis entre le clavier manuel et le pédalier. La réalisation finale s’enrichira d’un second clavier de six registres tandis que l’autre clavier en comportera un de plus que prévu.
Les transformations ne manqueront pas par la suite : une vox humana est ajoutée au milieu du XVIIIe siècle ; en 1882, la maison Spaich de Rapperswil réduit la composition à un seul clavier, créé une nouvelle console et modifie les sommiers ; en 1958, Heinrich Pürro allège la composition romantique et créé une traction mécanique. On constate toutefois dès 1973 le mauvais état de l'orgue, avant qu'un état détaillé dressé en 1984 propose une restauration de l'état original, qui ne se concrétisera qu'entre 1996 et 1998 : la manufacture d’orgue Kuhn fut alors mandatée pour démonter l'instrument et reconstituer les parties manquantes – dont la soufflerie, actuellement logée dans la sacristie supérieure – sur la base d'orgues encore existantes de Manderscheidt.
L'état actuel, c'est-à-dire celui, reconstitué, de 1657, présente une tribune et un buffet articulé en cinq compartiments, de facture italienne, sans doute dû à l'atelier du sculpteur fribourgeois Jean-François Reyff. L'instrument à tempérament mésotonique a un diapason de 423 Hz à 17 °C et comporte trois soufflets cunéiformes actionnés par des cordes ou mus alternativement par le souffle d’un électro-ventilateur. Les deux claviers manuels s'étendent du do1 au do5, avec une première octave « courte » et des touches brisées pour ré dièse/mi bémol et sol dièse/la bémol, sauf le sol dièse4 ; la pédale s'étend du do1 au la2, avec une première octave « courte », sans touches brisées. Les jeux sont les suivants :
- Grand Orgue (deuxième clavier) : Principal 8’, Secund Principal 8’, Fiffera 8’ (depuis le do3), Coppel 8’, Octave 4’, Fleüten in Octava 4’, Fleüten in Quint 2 2/3’, Super Octava 2’, Quint 1 1/3’, Mixtur 1’ 3 rangs.

- Positif (premier clavier) : Copula 8’, Principal 4’, Fleüten 4’, Octave 2’, Zimbel 1 1/3' 2 rangs, Regal 8’.

- Pédale : Sub Bassus 16’, Posaune 8’[69],[70].

### Grand orgue

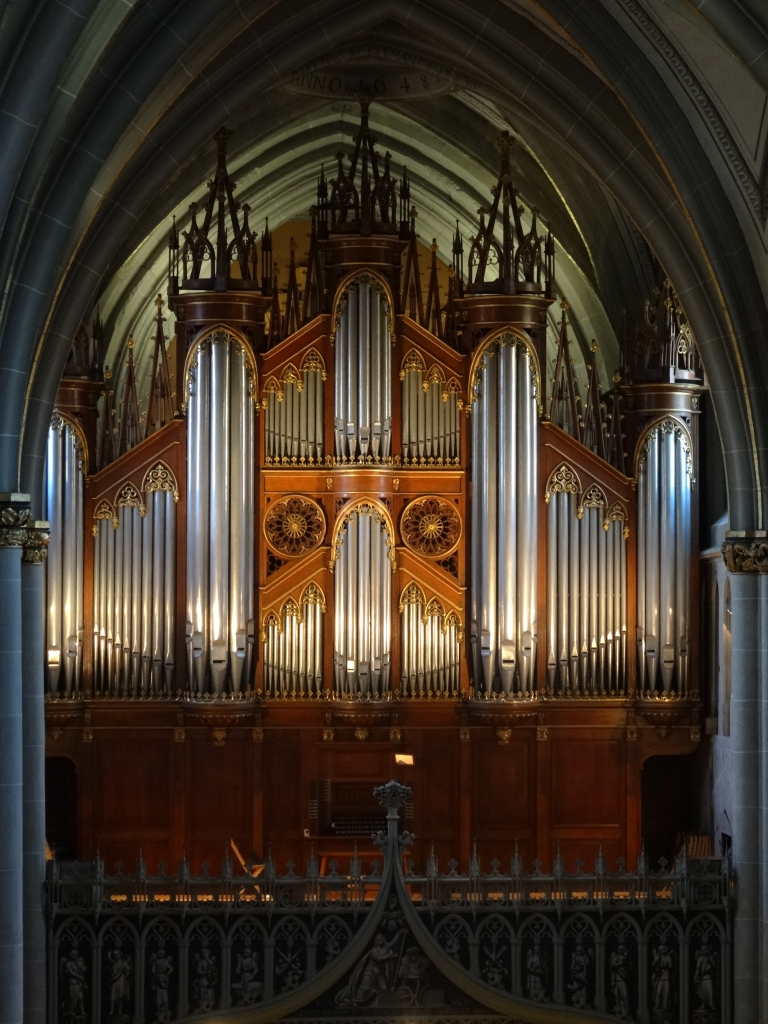
Cathédrale Saint-Nicolas de Fribourg (Suisse). Orgue d'Aloys Mooser.

Au début du XIXe siècle, l'orgue de la tribune de Schönenbühl était en mauvais état. La foudre qui frappa la tour en 1822 décida deux ans plus tard la construction d'un nouvel instrument mais ce n'est qu'en 1828 qu'une convention fut passée entre le facteur d'orgue fribourgeois Aloys Mooser et la ville de Fribourg. Mooser avait entre-temps installé une scie près de son moulin, dans la vallée du Gottéron, pour couper les arbres nécessaires à son œuvre. La construction n'alla pas sans difficultés, notamment en raison de la hauteur de la tribune, et l'inauguration prévue en 1832 dût être reportée à Pâques 1834. Le buffet néogothique à cinq tourelles fut agrémenté d'une balustrade du même style due à l'artiste Niklaus Kessler. À son achèvement, ce grand orgue romantique comptait parmi les plus renommés d'Europe et même, selon certains visiteurs, du monde ; il constituait l'une des attractions de la ville avec le grand pont suspendu enjambant la Sarine.
Les réaménagements ne manquèrent pas (1852, 1859/1860, 1867/1868, 1871/1872, 1900, 1912, 1960, 1966), de sorte que l'état du grand orgue laissait à désirer dans les années 1960. Une expertise conduite en 1968 demandait s'il fallait restaurer l'instrument ou le remplacer purement et simplement – l'idée avait déjà été émise précédemment dans le but de dégager la rosace. La première solution fut choisie et les travaux furent confiés à la maison Neidhart-Lhôte en 1974. Mais la découverte de plusieurs éléments datant de l'époque de la construction de l'instrument décida le conseil de paroisse, en 1979, à restaurer et reconstruire intégralement l'orgue dans son état originel. L'achèvement des travaux, en 1982, aboutit à la restitution, moyennant quelques exceptions, de la composition de 1834, avec notamment la réintégration des claviers d'origine et la restauration de la traction et du tirage des jeux.
Le grand orgue compte quatre claviers et un pédalier partagé en grande et petite pédales, qui va du Bas-bourdon 32’ de la grande pédale au Scharf 1’ du clavier du grand orgue. Le grand orgue et le grand positif sont basés sur des 16’ alors que le petit positif et l'écho le sont sur des jeux de Montre en 8’. Les accouplements sont mécaniques : à tiroir pour la grand positif et le grand orgue à l’aide des lions sculptés en ivoire sur les bords du clavier et à tirant manuel pour le grand orgue et la pédale. Un tremblant à vent clos peut être utilisé pour le petit positif et l'écho. Les jeux sont les suivants :
- Petit positif (premier clavier, do1-fa5) : Montre 8’, Bourdon 8’, Viole 8’, Solicional 8’, Prestant 4’, Calcan 4’, Flûte bouchée 4’, Quinte-flûte 4’, Dulciane 4’, Flageolet 2’, Cornet 8’, Cromorne 8’.

- Grand Orgue (deuxième clavier, do1-fa5) : Montre 16’, Bourdon 16’, Principal 8’, Octave 8’, Bourdon 8’, Gambe 8’, Prestant 4’, Dulciane 4’, Doublette 2’, Fourniture 2’, Cymbale 2’, Scharf 1’, Grand cornet 16’, Petit cornet 8’, Trombone 8’, Clairon 4’.

- Grand positif (troisième clavier, do1-fa5) : Quintadène 16’, Second principal 8’, Flûte douce 8’, Gambe 8’, Octave 4’, Flûte 4’, Flûte à cheminée 4’, Nasard 3’, Doublette 2’, Flageolet 1’, Fourniture 2’, Cornet 8’, Trompette 8’.

- Écho (quatrième clavier, do1-fa5) : Montre 8’, Bourdon 8’, Solicional 8’, Flûte 4’, Quinte-flûte 4’, Flageolet 2’, Cornet 8’, Voix humaine 8’.

- Grande pédale (do1-fa3) : Bas-bourdon 32’, Sous-basse 16’, Octave 8’, Prestant 4’, Bombarde 16’, Trombone 8’.

- Petite pédale (do1-fa3) : Montre 16’, Principal 8’, Flûte 8’, Prestant 4’, Trompette 8’[71],[72].

## Cloches

### Histoire

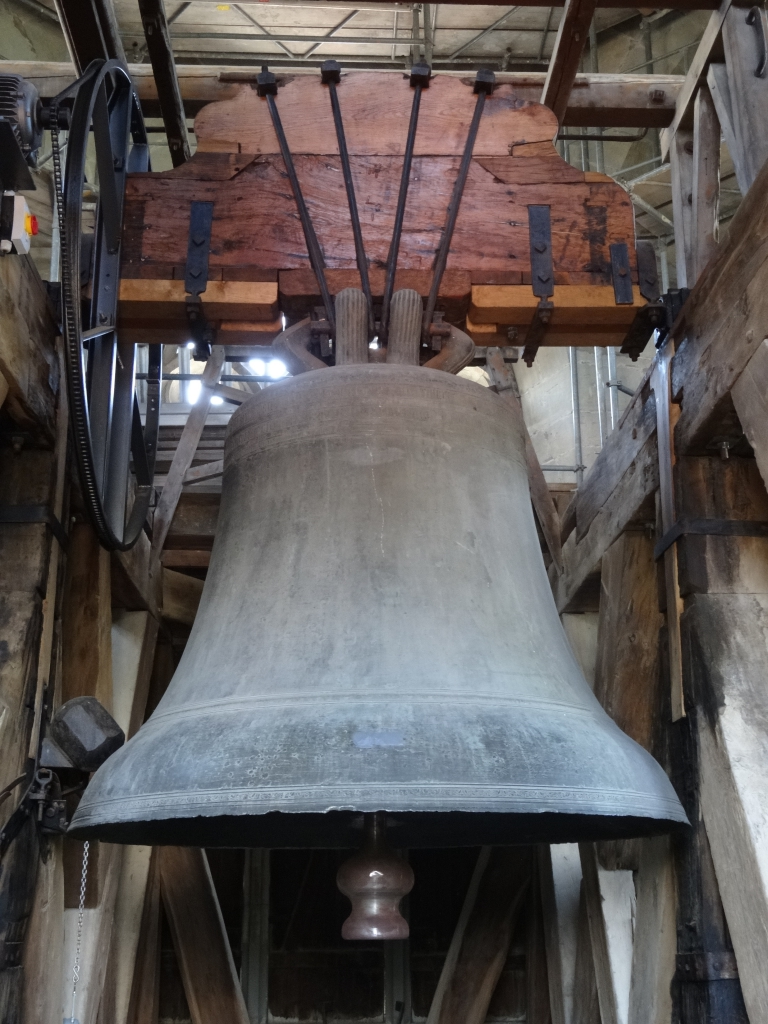
Cloche de Sion dans la première chambre des cloches.

Les treize cloches de la cathédrale Saint-Nicolas, réparties actuellement entre la tour et la flèche du chœur, constituent à bien des égards un ensemble parmi les plus importants en Europe. Contrairement à de nombreuses églises françaises ou allemandes, par exemple, il a été épargné par les dernières guerres. Les cloches actuelles sont ainsi conservées intactes depuis 1737 : quelques-unes accompagnent la vie des habitants de Fribourg depuis la fin du Moyen Âge ; certaines ont même été suspendues à l'ancienne tour du chœur, démolie dans la seconde moitié du XIVe siècle.
À partir de 1470, lorsque fut entreprise la dernière étape de construction de la tour, on abattit les arbres qui allaient former les poutres porteuses, placées dans la première et la seconde chambres des cloches (troisième et quatrième étages de la tour). Les cloches déjà existantes y furent suspendues, et le campanile fut complété durant les siècles suivants. L'activité de fonderie était particulièrement développée à Fribourg entre le XVe et le XIXe siècle, à l'instar des villes de Zurich et d'Aarau. Toutefois, plusieurs cloches sont l'œuvre de fondeurs étrangers à la ville.
Le métal de prédilection est le bronze, plus ou moins enrichi d'étain ; l'argent était parfois utilisé car on pensait que les métaux précieux pouvaient affiner le son. L'ajout successif de cloches sur une période aussi longue rend difficile une harmonisation de l'ensemble, d'autant qu'il est délicat de prévoir le son de chaque cloche avec précision avant la fonte. Les jougs de cloches en bois et les battants originaux furent remplacés en 1967 par des jougs métalliques et de nouveaux battants, mais la dernière restauration, achevée en 2013, a préféré revenir aux jougs de chêne et à des battants redimensionnés.

### Description
Deux cloches se trouvent dans la première chambre de la tour (troisième étage) :
- Cloche de Sion ou de sainte Marie (fondue en 1505, d'un poids d'environ 6'950 kg – la troisième plus grande cloche historique de Suisse – avec une note de frappe de sol2) : un calvaire, une Vierge à l'Enfant, saint Michel, une triple image de saint Nicolas entre les saintes Catherine et Barbe et les armes de Fribourg figurent sur la cloche, qui constitue aujourd'hui la plus grosse cloche de fondeurs français antérieure à la Réforme que le monde ait conservée.

- Cloche de sainte Catherine (1505, 3'550 kg, si2) : dédiée à la patronne secondaire de la ville, elle n'est pas exempte de défauts et de nombreux éclats rendent ses inscriptions quasiment illisibles.

Sept cloches se trouvent dans la seconde chambre de la tour (quatrième étage) :
- Cloche de sainte Barbe (1367, 2'080 kg, mib3) : elle constitue l'une des plus anciennes cloches de Suisse à mentionner le nom du fondeur, mais son texte, sans aucune image, ne fait pas référence à la patronne secondaire de Fribourg.

- Cloche des heures ou de la confrérie (1416, 1'650 kg, fa3) : elle sonnait autrefois les offices du clergé et sonne aujourd'hui l'angélus, trois fois par jour.

- Cloche de prime (1437, 980 kg, lab3) : il s'agissait autrefois de la cloche du gardien, puis de la cloche annonçant l'office de prime.

- Cloche de Gambach (1562, 600 kg, sib3) : fondue grâce au don de l'avoyer Jean Gambach, au XVe siècle, elle a été refondue au siècle suivant.

- Première cloche du sacristain (1569, 210 kg, mib4) : avec la seconde cloche du sacristain, elle ne servait initialement que pour les fêtes de l'Assomption, mais il s'agit d'une refonte.

- Deuxième cloche du sacristain (XIVe siècle, 230 kg, solb4) : elle constitue sans doute la cloche la plus ancienne de l'église Saint-Nicolas, à qui elle est d'ailleurs dédiée.

- Cloche de l'agonie (1734, 110 kg, solb4) : offerte en 1679, elle n'a été fondue que bien plus tard et était sonnée autrefois durant l'agonie des bourgeois de la ville (le texte mentionne explicitement ce but).

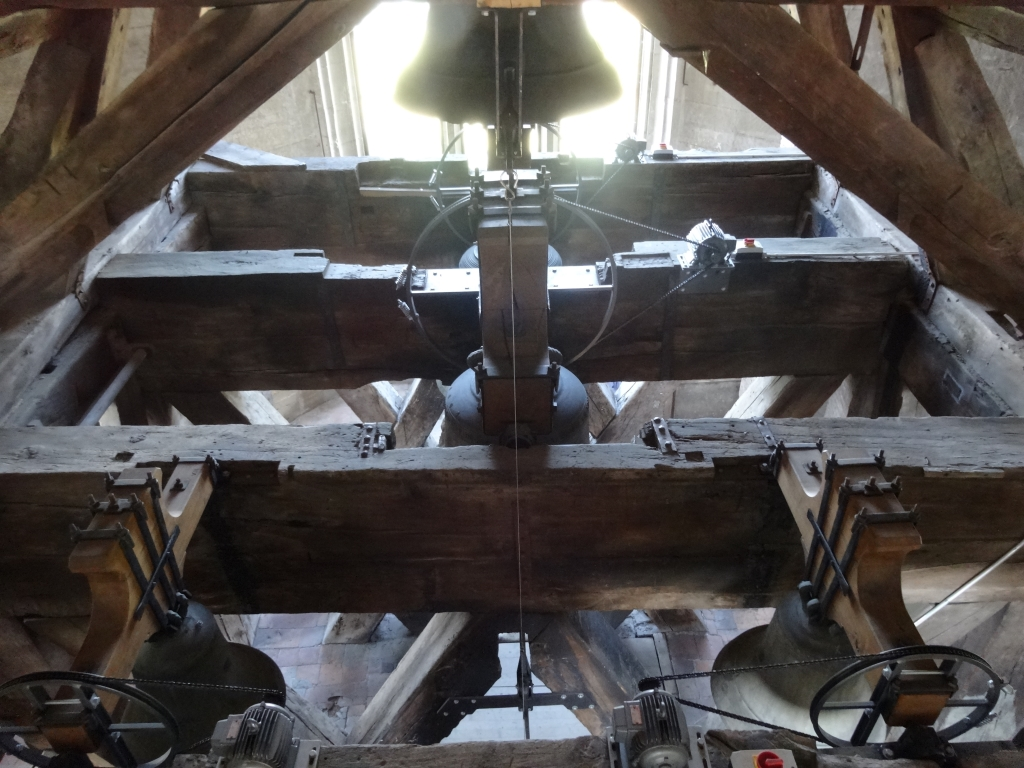
Une partie des cloches de la deuxième chambre des cloches.

Deux cloches, situées au même emplacement, ne sont plus utilisées :
- Première cloche des choralistes (1567, 20 kg, note de frappe indéterminable) : avec la seconde cloche des choralistes, elle sonnait quotidiennement la messe de la Vierge Marie célébrée au premier autel latéral de gauche.

- Seconde cloche des choralistes (1554, 18 kg, sol5) : un mécanisme la relie à la précédente, de sorte que toutes deux pouvaient être actionnées ensemble et manuellement.

Deux cloches se trouvent dans la petite flèche surmontant le chœur :
- Cloche de la messe (1737, 50 kg, si4) : elle pouvait être actionnée depuis le chœur pour signaler le début de la messe.

- Cloche du Saint-Sacrement (1656, 23 kg, fa5) : offerte par le chanoine Fuchs lors de la création de la confrérie du Saint-Sacrement, elle était sonnée durant l'administration de l'extrême-onction, que les confrères accompagnaient.

## Trésor

### Histoire
Le trésor de l'église Saint-Nicolas s'est constitué au fil des siècles par des donations des autorités fribourgeoises ou de différents mécènes dont les armes figurent parfois sur les dons. Les autorités gardèrent longtemps le contrôle du trésor et pourvurent aux œuvres principales, notamment par le biais d'un recteur de la fabrique de Saint-Nicolas. Des inventaires étaient régulièrement établis, dont la trace la plus ancienne remonte à la seconde moitié du XVe siècle. Le trésor comprenait des vases et objets liturgiques, des reliques, des parements et livres liturgiques et différents objets précieux. Sa constitution s'est effectuée en plusieurs étapes et les vicissitudes de l'histoire ne l'ont pas épargné.
L'achèvement de l'église et l'érection du chapitre collégial ont ouvert une période de riches contributions, particulièrement de nombreuses pièces d'argenterie (œuvres Renaissance et baroques). Au XVIIIe siècle, de nombreux vêtements et objets liturgiques furent renouvelés ou restaurés (œuvres Régence, rococo et Louis XV, qui dominent l'inventaire). Pour l'orfèvrerie, les pièces de facture fribourgeoise sont les plus nombreuses, à côté d'œuvres de grande qualité d'Augsbourg. Durant la période révolutionnaire, l'État de Fribourg dut faire fondre un peu moins d'une centaine de kilos d'argent pour faire face aux contributions de guerre : la plupart des grandes pièces disparurent à cette occasion. Le trésor était conservé autrefois dans les sacristies ; il est aujourd'hui réparti entre la chapelle St-Michel (au premier étage de la tour), le Musée d'art et d'histoire et la prévôté.

### Reliques
Le trésor a compté de nombreuses reliques, soit corporelles (restes d'un saint, par exemple), soit par contact (objet entré en contact avec un saint). Les listes établies montrent l'extraordinaire richesse de l'église Saint-Nicolas et renseignent sur la foi de ceux qui y ont prié au cours des siècles. Ainsi celle de 1491 mentionne-t-elle plus d'une cinquantaine de reliques relatives au Christ (habit, instruments de la Passion, crèche, Suaire, etc.), à la Vierge Marie (vêtement, lait, etc.) ou à des martyrs et des saints (cheveux, doigts, bras ou autres ossements). Un certain nombre de reliques douteuses ont disparu.
L'une des reliques les plus précieuses, encore vénérée de nos jours, est le bras de saint Nicolas, patron de l'église. Elle avait été ramenée de Rome à l'abbaye d'Hauterive au début du XVe siècle, mais les autorités fribourgeoises souhaitaient vivement qu'elle leur fût remise. Ils intervinrent auprès du pape Jules II qui, en 1505, ordonna qu'elle leur fût remise, ce qui fut fait en 1506. Un reliquaire en forme de bras, exécuté aux alentours de 1514, en argent, renferme depuis lors l'humérus du saint évêque. Le socle, qui porte les armes du donateur Hans Furno, chancelier du duché de Savoie, a été renouvelé en 1758. Ce bras-reliquaire est présent dans les armes du chapitre collégial de Saint-Nicolas.

### Autres œuvres
Il n'est pas possible de présenter toutes les œuvres du trésor, qui compte près d'une trentaine de calices, des ciboires, des ostensoirs – dont le grand ostensoir baroque de plus d'un mètre de haut – des burettes, des plateaux et des aiguières, des croix et de nombreux chandeliers, des encensoirs et des navettes ainsi que des chapes, des chasubles et des dalmatiques.